# Kouřimský kraj

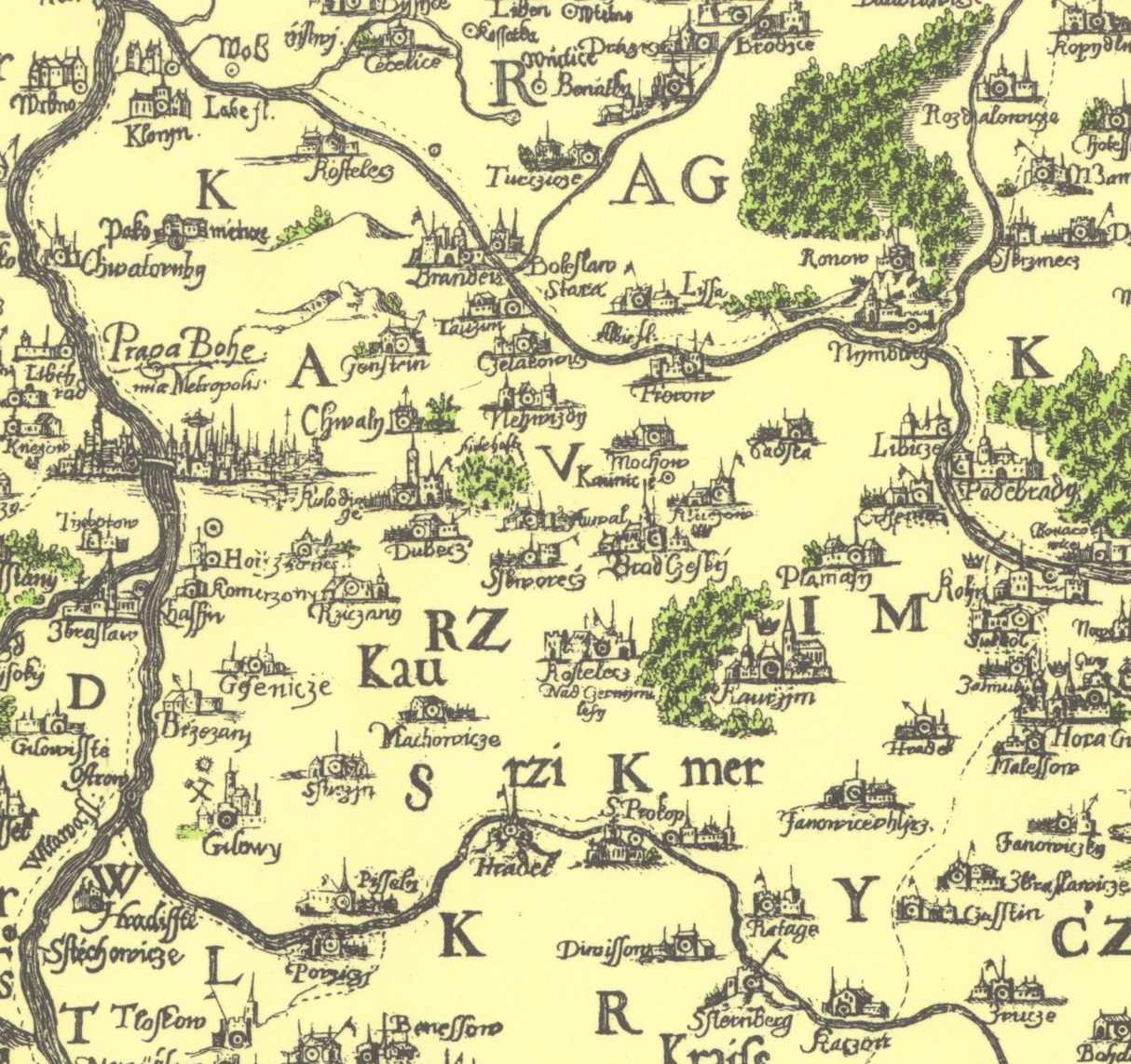
Nejstarší vyobrazení Kouřimského kraje na Aretinově mapě roku 1619

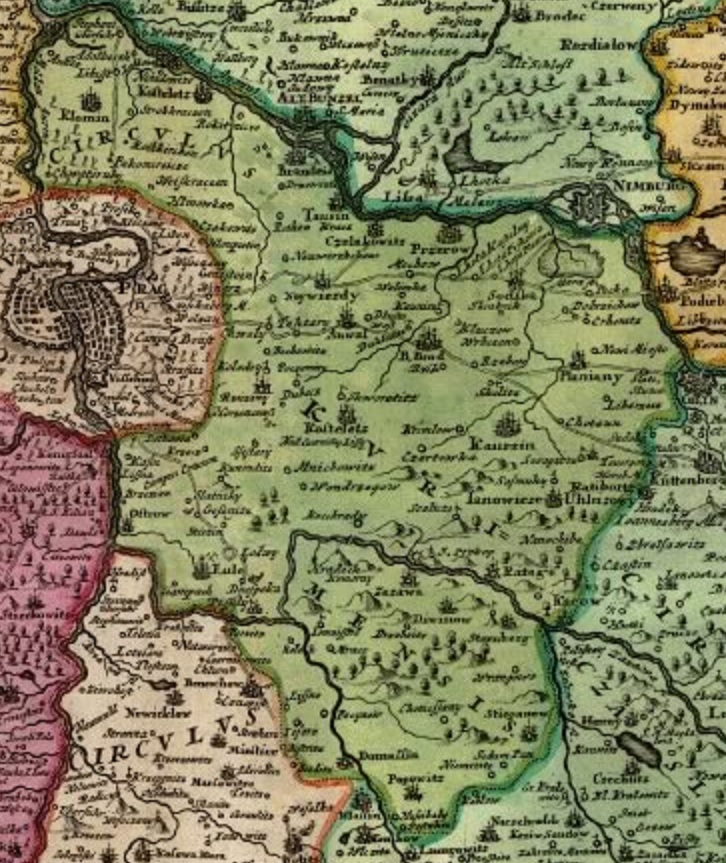
Kouřimský kraj na Vogtově mapě 1712

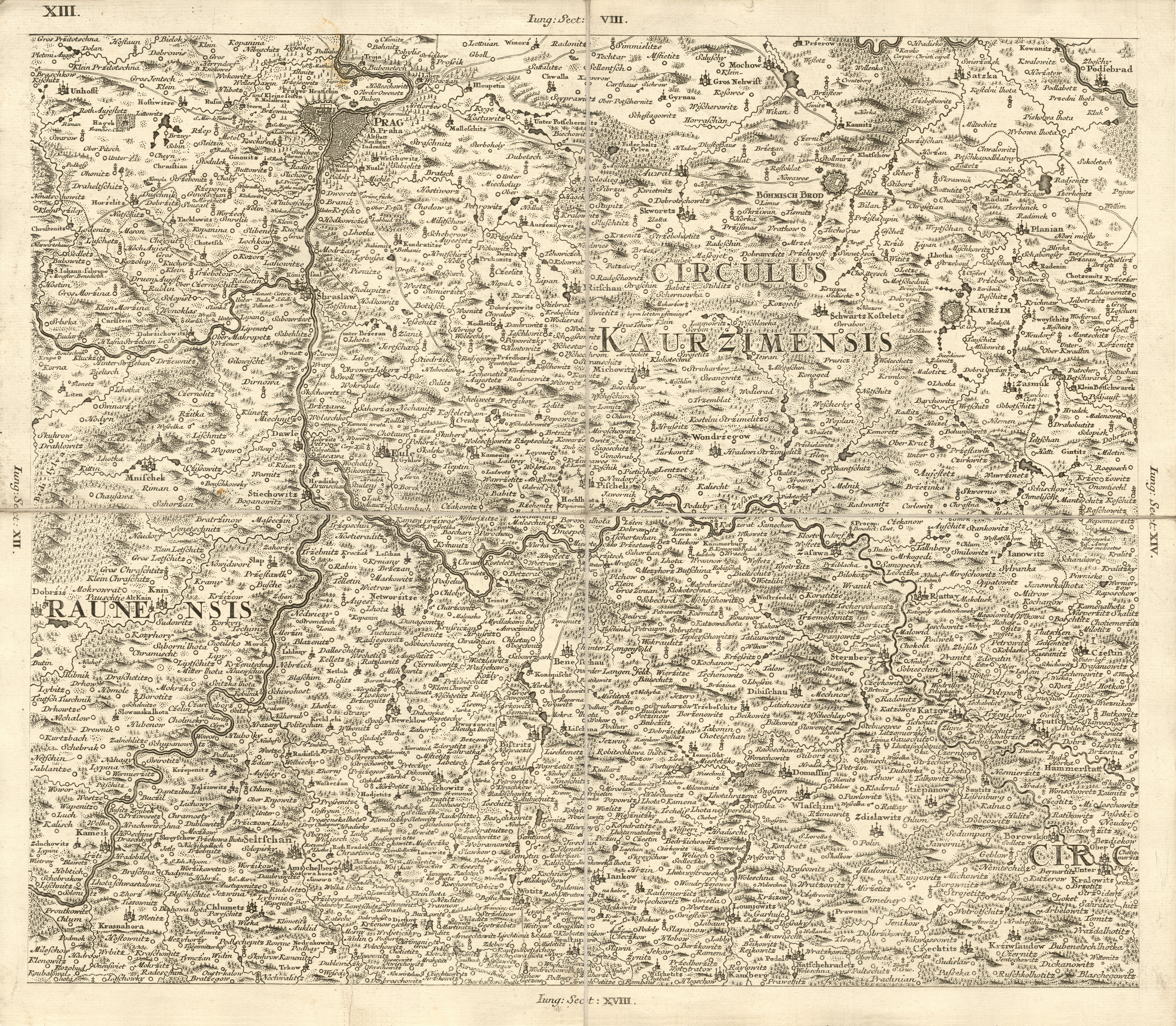
Jihozápad Kouřimského kraje na Mullerově podrobné mapě z roku 1720

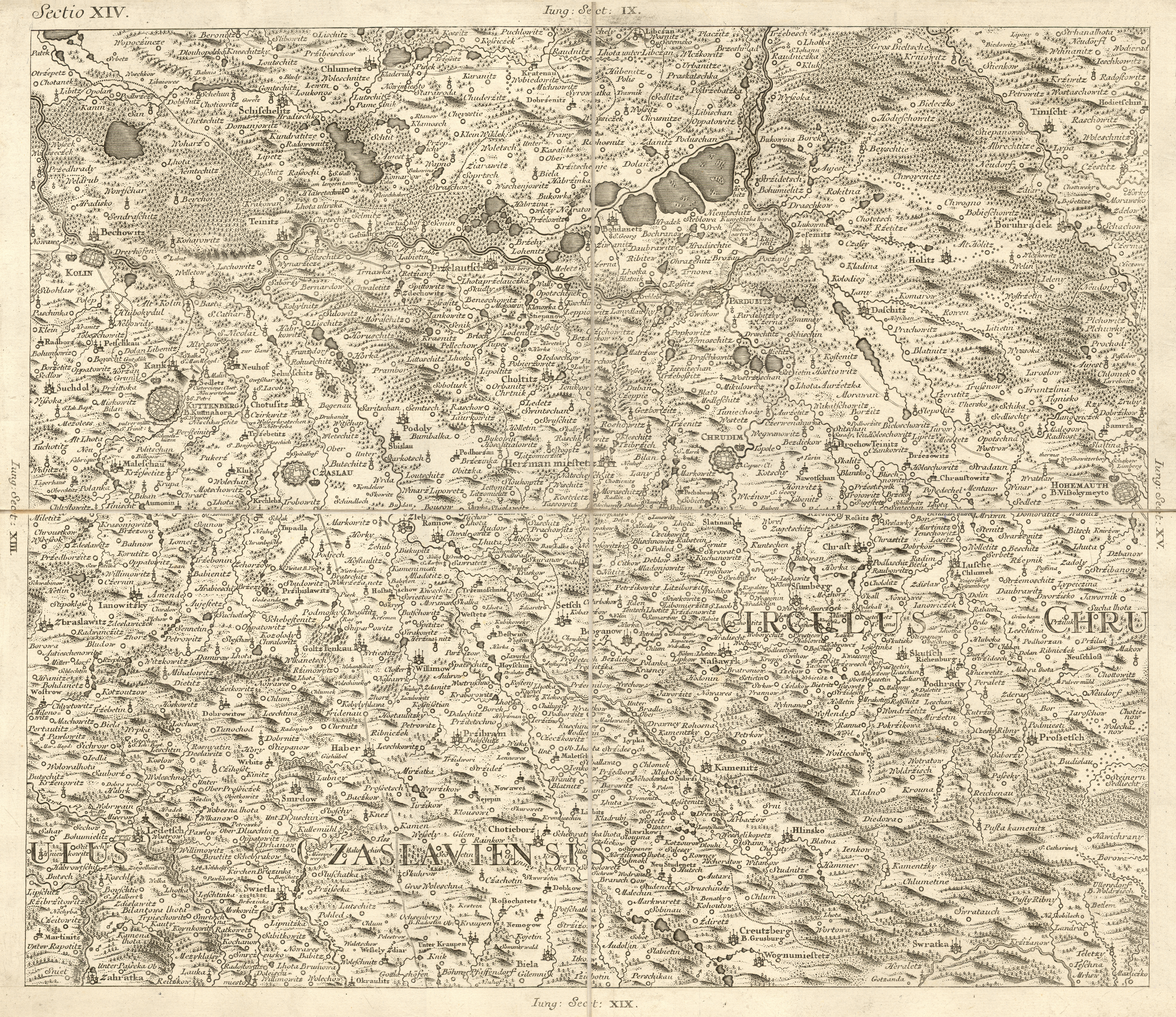
Východ Kouřimského kraje s městem Kolínem na Mullerově podrobné mapě

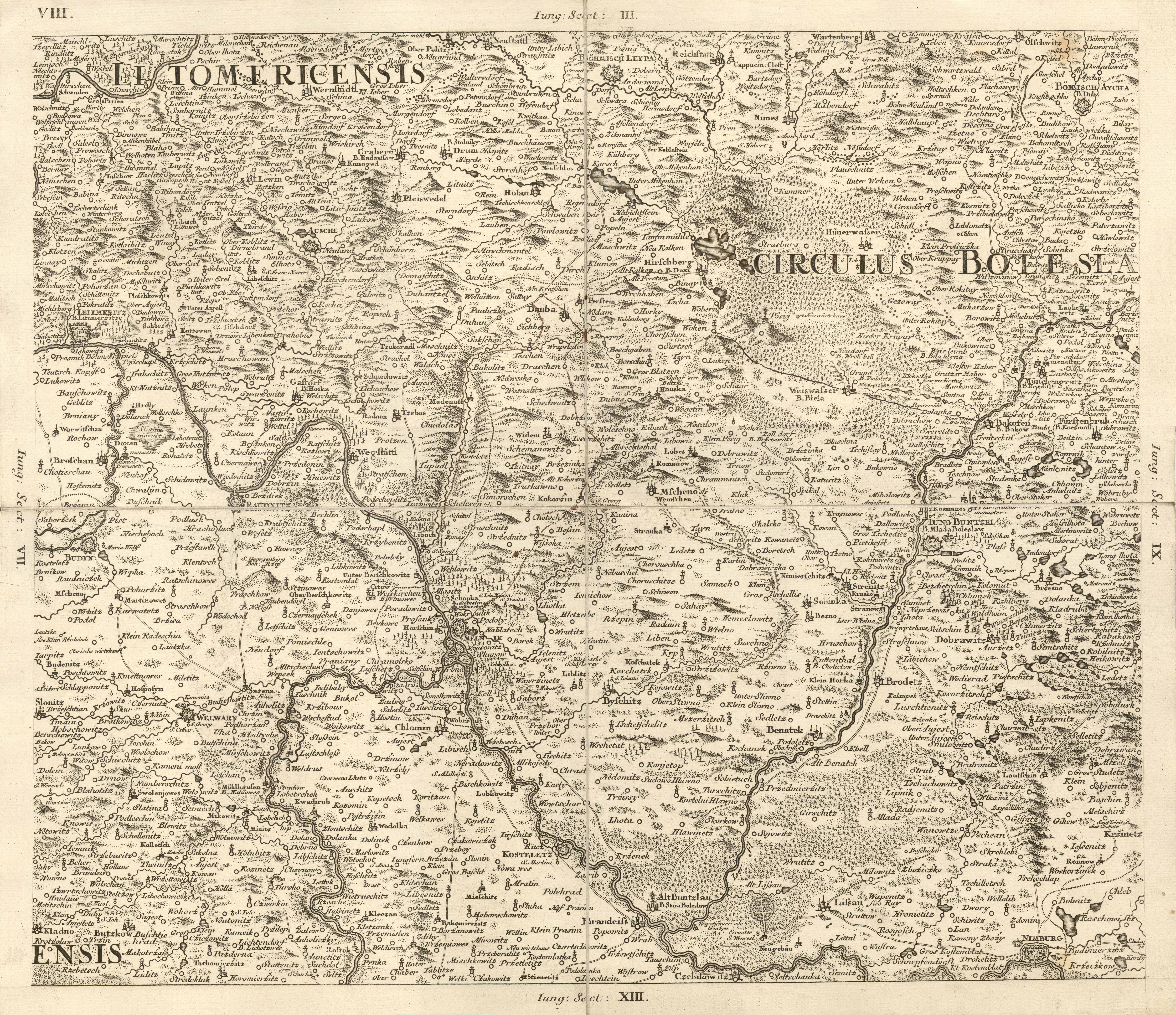
Severozápad Kouřimského kraje s Brandýsem nad Labem na podrobné Mullerově mapě z roku 1720

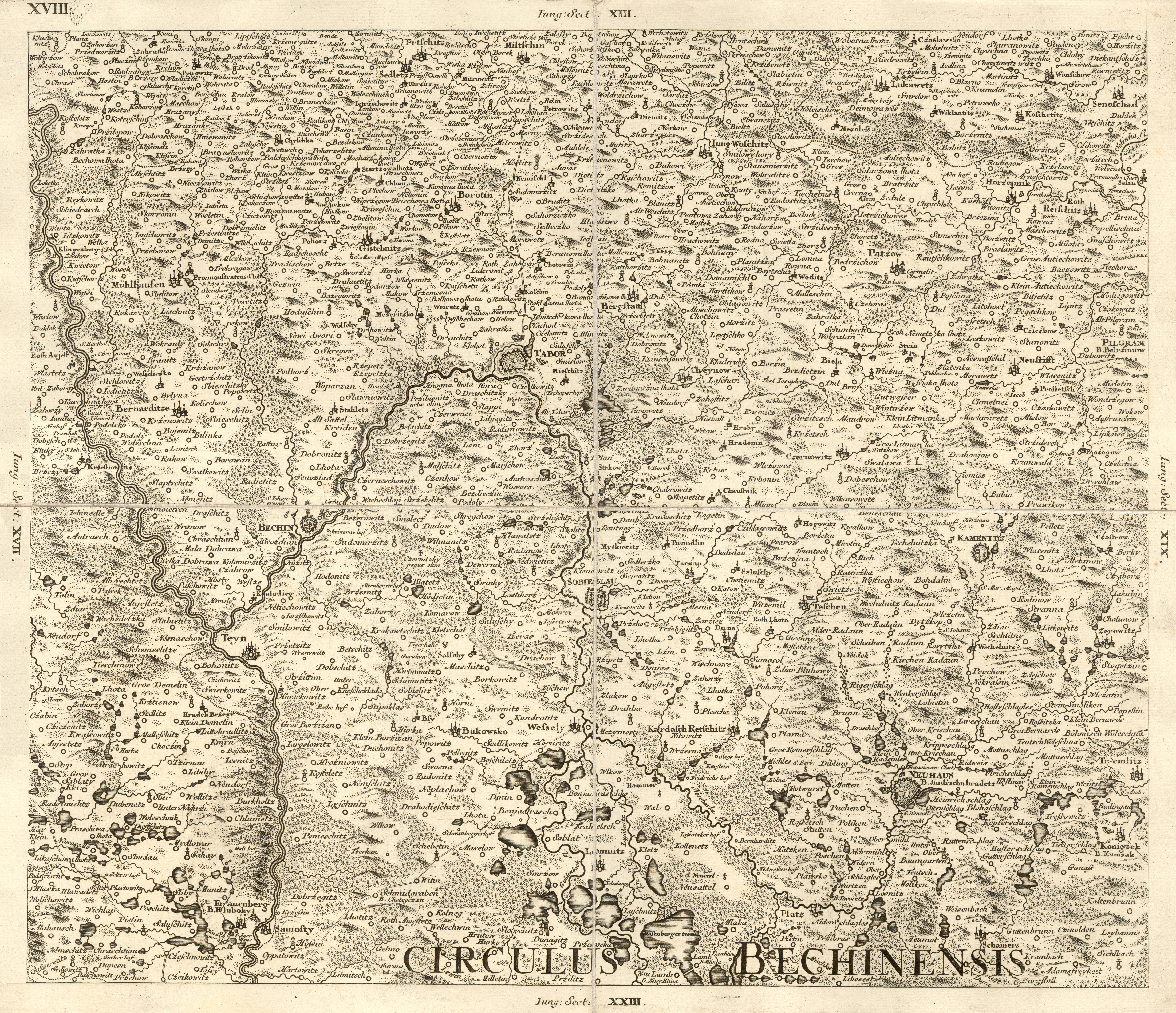
Jih Kouřímského kraje na Mullerově podrobné mapě z roku 1720

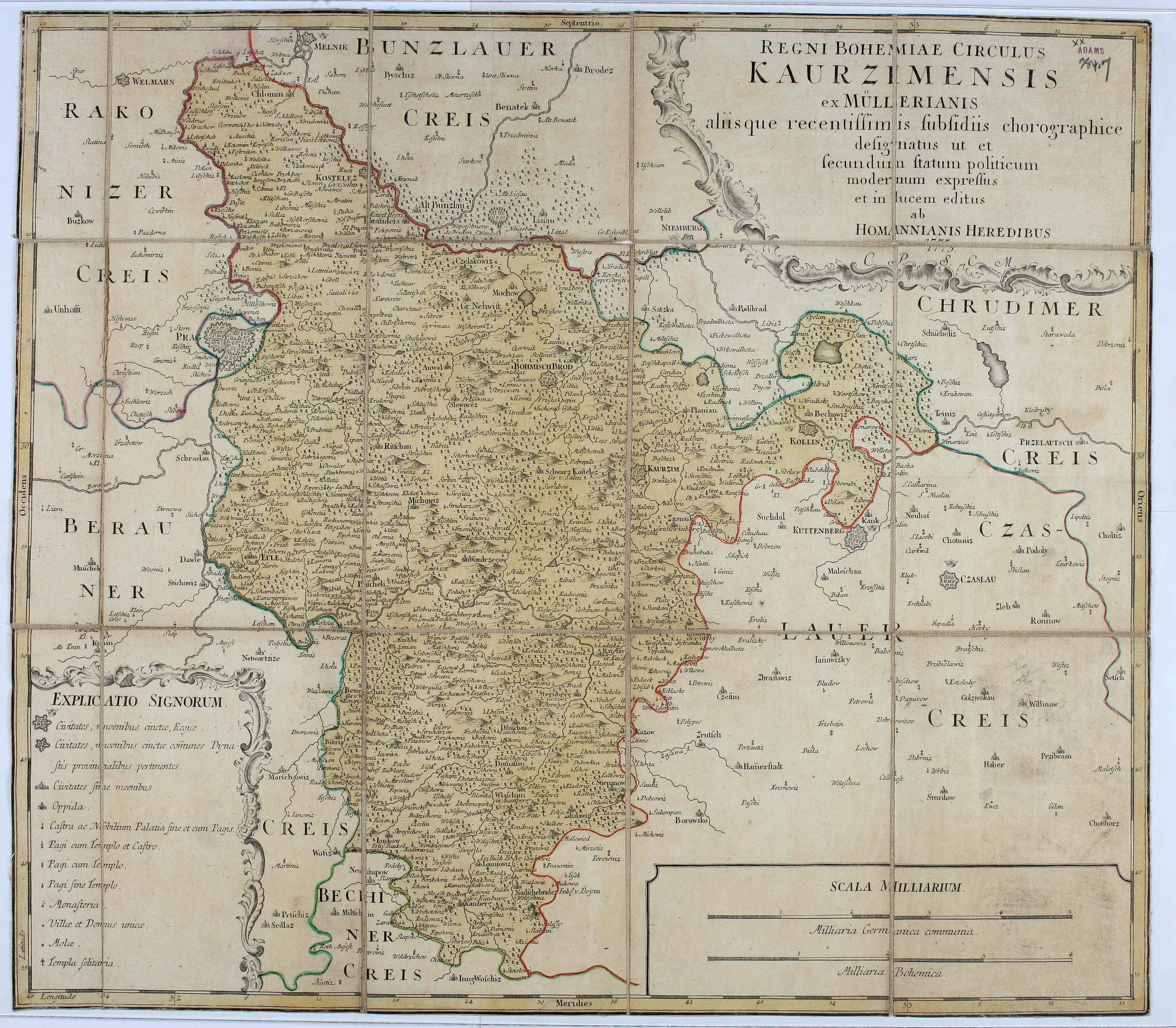
1769

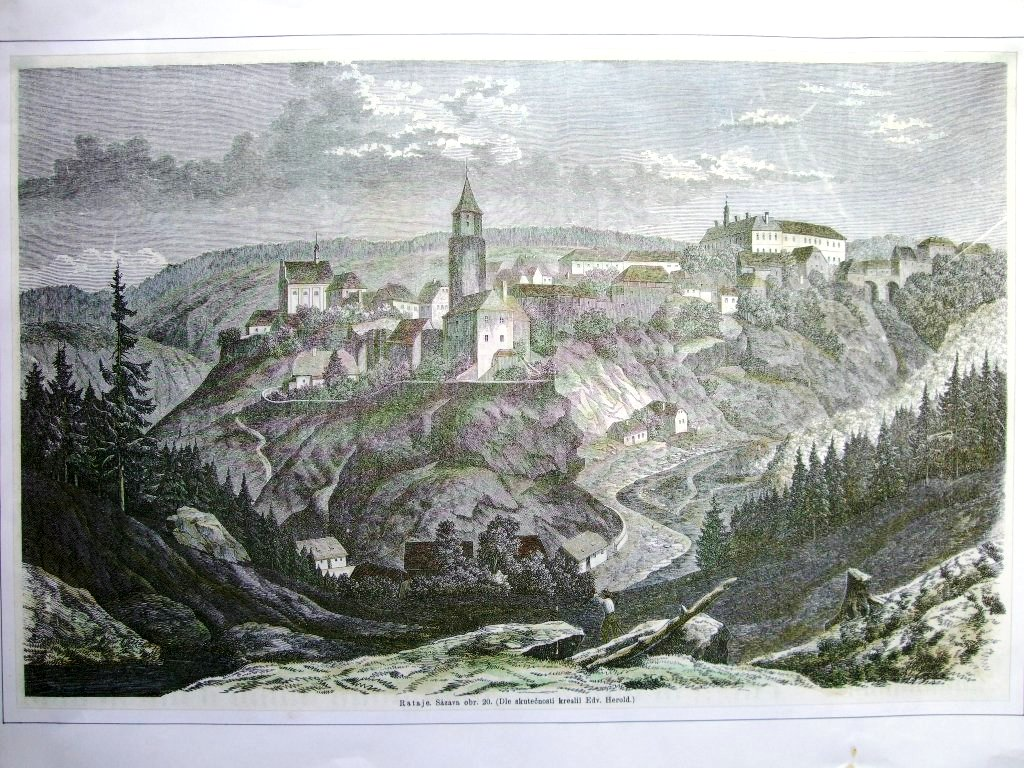
Městské hradby Rataje nad Sázavou, dříve Hrazené Rataje

Počátky existence Kouřimského kraje nebo také jen Kouřimska spadají do druhé poloviny 13. století, kdy Přemysl Otakar II. původní hradské zřízení nahradil krajským zřízením. Centrem původního hradského zřízení bylo až do zavedení krajského zřízení hradiště u svatého Jiří a předtím Stará Kouřim. Poté se správním centrem stalo královské město Kouřim, podle kterého byl také kraj pojmenován.

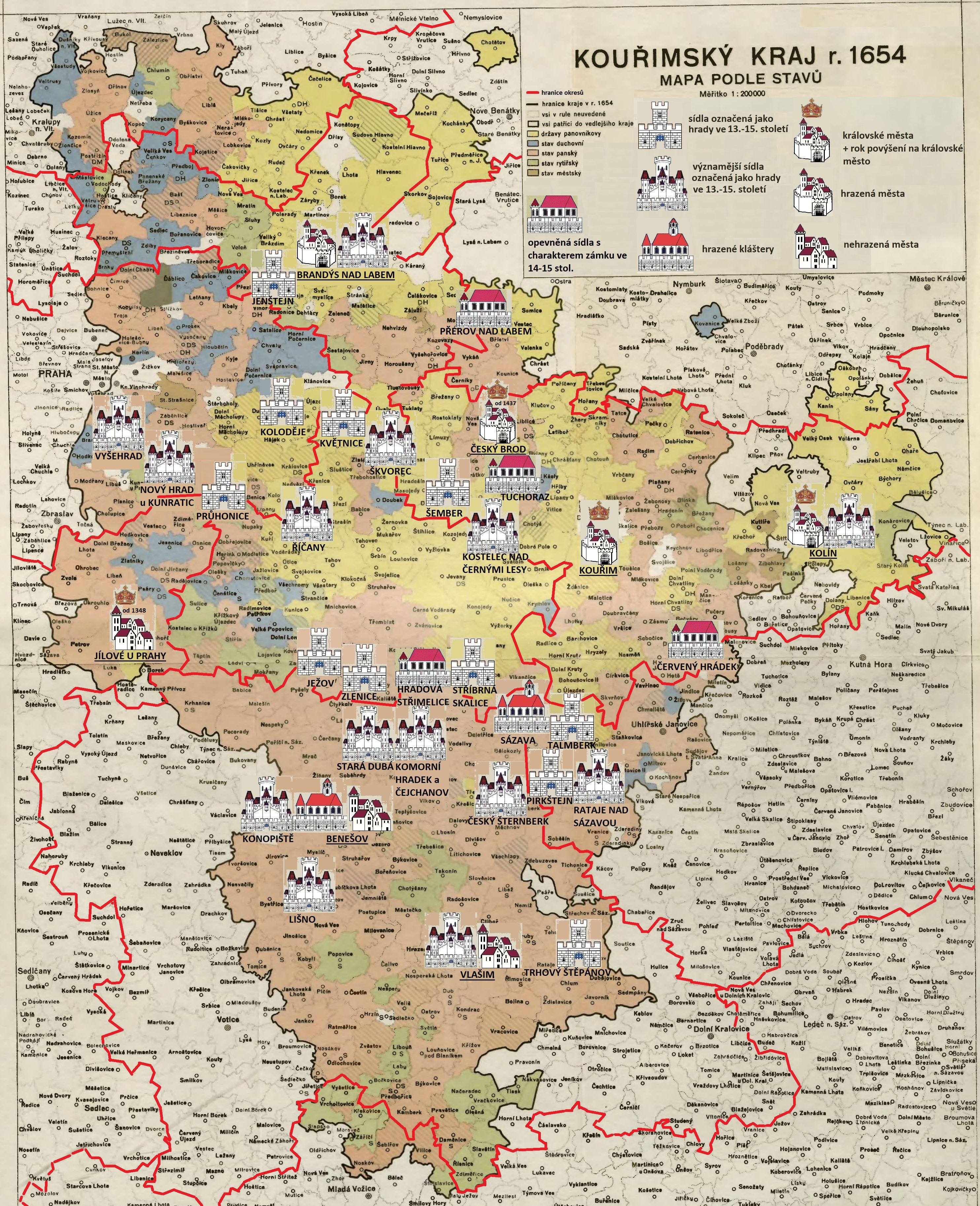
Kouřimský kraj: hrady, okresy, 2018

## Historie

### Nejstarší dějiny
V místní krajině je dokázáno osídlení lidmi již z mladší doby kamenné, zhruba 3000 let před naším letopočtem. V 6. století přicházejí Slované z kmene Zličanů a v 7. století vzniká na místech dávného slovanského osídlení Stará Kouřim. Význam mohutného opevněného hradiště se mohl směle měřit s Prahou. Tzv. Kristiánova legenda z 10. století vypráví o souboji zlického knížete Radslava s přemyslovským knížetem Václavem, který Radslava božím zásahem bez boje porazil. Zlické knížectví, které se stalo nebezpečným konkurentem Prahy, bylo vyvráceno ve dvou taženích Václavova bratra Boleslava I., zvaného Ukrutný, a následně přešlo do majetku Slavníkovců. Hradiště Stará Kouřim zaniklo kolem roku 936.
Rovněž Slavníkovci začali brzy ohrožovat zájmy v Praze sídlících Přemyslovců.[zdroj?] Mocenský střet obou rodů vyvrcholil vyvražděním Slavníkovců v Libici nad Cidlinou roku 995. Po dobytí slavníkovského panství vznikl kouřimský úděl, kde panovaly pod svrchovaností pražského knížete vedlejší větve přemyslovského rodu. Kouřimský údělný kníže Děpolt III. vedl ve 13. století odboj proti králi Přemyslu Otakaru I.[zdroj?] Jeho vzpoura byla však rozdrcena, Děpolt zabit a hradiště zničeno.[zdroj?] Z této doby pochází druhá legenda o vzniku jména města obsažená v Dalimilově kronice.

### Dějiny sídel

#### Kolín
Kolín byl založen relokací před rokem 1261 (první písemná zmínka) pravděpodobně Přemyslem Otakarem II., osídlena je však tato oblast nepřetržitě už od pravěku, přítomnost Slovanů lze doložit už v 6. století našeho letopočtu. Z příkazu krále Přemysla Otakara II. bylo vybudováno městské opevnění z dvojitého pásu kamenných hradeb. Středověké město bylo chráněno i mohutným tokem Labe, ale i jeho protější břeh byl opevněn. Pozůstatkem hradební soustavy je zálabská bašta – Práchovna z 15. století. Asi v první polovině 14. století se zde usídlili Židé, jsou doloženi v městských knihách k roku 1377. Židovská obec v Kolíně postupně nabyla značného významu, řadí se mezi největší a nejvlivnější do poloviny 19. století. Za vlády Marie Terezie žil v Kolíně vlivný městský úředník Tumlíř. Nařízení císařovny o vystěhování Židů z českých měst odmítl uposlechnout. Proto Židé v Kolíně zůstali a o každém velkém svátku se pak za svého dobrodince modlili v synagoze.
Bitva u Kolína proběhla 18. června 1757, kdy se nedaleko Kolína střetla vojska pruského krále Fridricha II. s rakouskou armádou polního maršála Leopolda Dauna, posílenou o saské jezdecké pluky. Zpočátku nerozhodná bitva skončila vítězstvím početně silnější rakouské armády. Její výsledek přiměl pruskou armádu ukončit obléhání Prahy a měl rozhodující vliv na další průběh sedmileté války.

#### Klášterní Skalice
Klášter ve Skalici byl založen až v roce 1357 a dokončen v roce 1400. Nejvýznačnější stavbou klášterního areálu byla gotická katedrála, na niž na jihu navazovaly gotické klášterní budovy. Poslední pozůstatek po katedrále je zbytek gotického pilíře, který stojí severně od nynějšího zámku a částečné kusy kaple s východním průčelím a oknem. Další částečné zbytky (síň s křížovou klenbou a kapitulní síň) kdysi rozsáhlého klášterního komplexu se ještě nachází v dnes soukromém zemědělském statku. Za doby Karla IV. patřil tento klášter k největším a nejvýznamnějším stavbám tehdejší doby. K založení tohoto cisterciáského kláštera silnou měrou přispěl sám císař Karel IV., ale o vlastním vzniku rozhodl mindenský biskup Dětřich z Portic. Základy byly položeny 13. října 1357 a při slavnosti prý byl přítomen sám císař Karel IV., pražský arcibiskup Arnošt z Pardubic, olomoucký biskup Jan Očko z Vlašimi a fundaci potvrdil i sám papež Inocenc IV. Z počátku nebyl klášter nijak bohatý, ale díky získání mnoha privilegií a výsostných práv, začal klášter a okolní ves rychle bohatnout. Navíc na přelomu 14. a 15. století získalo tehdejší vedení kláštera bohatou finanční injekci přímo od krále Václava IV. Za husitského povstání byl v roce 1421 celý areál vypálen a pobořen, mnišský sbor byl částečně z opatství vyhnán, částečně pobit. Majetku a pozemků se zmocnila husity obsazená Kouřim a rozdělila je do necírkevních rukou, zprvu do měšťanských a později do šlechtických. Za Viléma Zuba z Landštejna byl roku 1481 klášter obnoven. Vzhledem ke stálým hospodářským těžkostem klášter roku 1553 opět zanikl a klášterní budovy byly ponechány svému osudu. V roce 1690 z iniciativy opata sedleckého kláštera (Jan Sopko) byl klášter opět obnoven. Původní klášterní objekty však již byly zpustlé a proto byly postaveny budovy nové. Místo gotického kostela byla postavena pouze nevelká barokní kaple Panny Marie. Obnovený klášter byl definitivně zrušen za josefínských reforem (v roce 1783 Josefem II.) a od náboženského fondu jej v roce 1819 koupil Jiří Dörfel. Ten začal obytnou budovu kláštera přestavovat na zámek.

#### Kouřim
Současná Kouřim, asi 1 km severozápadně od Staré Kouřimi a kdysi jedno z nejvýznamnějších královských měst v Čechách, byla patrně založena ve třetí čtvrtině 13. století králem Přemyslem Otakarem II. Nebývalý rozkvět středověké Kouřimi trval až do roku 1547, kdy byla Kouřim, podobně jako celý městský stav království, oslabena konfiskacemi v souvislosti s účastí v protihabsburském povstání. Největší úpadek Kouřimi však nastal po roce 1620 v době třicetileté války, kdy bylo téměř zcela zničeno. Většinu majetku získal kníže Karel z Lichtenštejna a vylidněná Kouřim byla nadto několikrát vydrancována nejen procházejícími švédskými, ale též císařskými vojsky.

#### Vyšehrad
Vyšehrad je historické hradiště a pevnost na skále nad pravým břehem řeky Vltavy ve čtvrti Vyšehrad v Praze. Váže se k němu řada pověstí z počátků českých dějin. Podle pověsti ho založil bájný kníže Krok. Vznikl jako knížecí hradiště ve druhé polovině 10.  století. Koncem 11.  století tady sídlil první český král Vratislav II. Při kostele sv. Petra a Pavla byla zřízena vyšehradská kapitula. Roku 1420 hrad vypálili husité, později se stal pevností, střežící od jihu Prahu, rozsáhle barokně přebudovanou v polovině 17.  století. Od 15. do 19. století byl Vyšehrad s podhradím též samosprávným městem, do roku 1848 podřízeným vyšehradské kapitule a připojeným k Praze roku 1883. V téže době došlo k přetvoření hřbitova při kostele sv. Petra a Pavla na pohřebiště zasloužilých českých osobností se Slavínem.

#### Český Brod
Český Brod je gotické město, které s velkou pravděpodobností založil pražský biskup Jan I. ve 12. století jako trhovou osadu na trstenické stezce, která spojovala Prahu s jižní a východní Evropou. Na město jménem Biskupský Brod (Broda Episcopalis) byla osada povýšena pražským biskupem Janem III. z Dražic pravděpodobně v roce 1268. Současně udělil městu právo na hradby. V roce 1289 byl Brod již trhovým městečkem. Biskup Tobiáš žaluje roku 1289 králi Václavu II., že Konrád a Jindřich z „Altenburga“ (Stará?) vyplenili dvůr v jeho Kejích a dvůr v Liblicích a jiné dvě vsi i s Brodem, trhovým městečkem naším, a Brod sám vypálili. Současný název Český Brod se používá již od počátku 14. století. Roku 1437 byl Český Brod povýšen Zikmundem Lucemburským na královské město a dal mu dnešní znak. Během třicetileté války bylo město dvakrát vypleněno.

#### Vlašim
Ve starých kronikách pochází první zmínka o městě Vlašimi ze 13. století. Z roku 1303 pochází zmínka o hradu. V roce 1318 Hynek z Vlašimi zde na místě někdejšího hradiště založil tvrz, která měla chránit brod přes řeku Blanici. Dochovaly se z ní pouze části uvnitř okruhu dělostřeleckých bašt. První písemná zmínka o městě (tehdy městečku) pochází z roku 1320. Tuto informaci odkryl papež Pius XII. v souvislosti se svatořečením Anežky České. V té době byla Vlašim městečkem a byla přechodně rozdělena na dvě. Počátkem 14. století se připomínají rytíři z Vlašimi, kteří patřili ke družině krále Jana Lucemburského, a Hron z Vlašimi s ním padl v bitvě u Kresčaku 1346. Rod se postupně rozdělil na několik větví, které se psaly podle svých sídel. Jan Očko z Vlašimi byl od roku 1364 druhým pražským arcibiskupem a prvním českým kardinálem. Za jeho působení byla Vlašim povýšena na město. Když se roku 1378 úřadu vzdal, nastoupil po něm jeho synovec Jan z Jenštejna. Větev Jankovských z Vlašimi působila na Moravě, Jiřík z Vlašimi byl v letech 1516 až 1520 moravským podkomořím. V letech 1363–1413 držela Vlašim jenštejnská větev pánů z Vlašimi. 
V letech 1442–1546 zde vládli Trčkové z Lípy, stoupenci krále Jiřího z Poděbrad. Za Mikuláše Trčky z Lípy byl postaven městský kostel a rozšířen hrad. Jejich vláda však město a jeho okolí uvrhla do dluhů. Rod také řešil problém vzájemných vyrovnání, které byly urovnány až králem Ferdinandem I. Do roku 1588 bylo město dvakrát předáno do rukou rytířských rodů: nejprve to byli Markvartové Stranovští ze Sovojovic a o čtyři roky později Klenovští ze Ptení. Roku 1580 dostalo město zásluhou Aleše Klenovského znak a jeho monogram „AKZP“ je na něm i dnes. Po nich do roku 1621 vládli Vlašimi Vostrovcové z Kralovic, kteří si dali za úkol zbavit město dluhů. Představitel tohoto rodu Jan patřil ke třiceti direktorům, kteří vystupovali proti králi Ferdinandovi. Po bitvě na Bílé hoře byl odsouzen k trestu smrti popravením, rozsudek byl však později změněn na doživotní vězení. Jeho mezitím nahromaděný majetek připadl koruně a město roku 1621 pánům z Talmberka.
Většina měšťanů byli protestanti, kteří trpěli za dob rekatolizace, což v okolí vedlo k mnoha povstáním. Rolníci a měšťané plenili a dobývali zámky v Ratajích, Domašíně a Vlašimi, kde měšťané mučili městského hejtmana a rozbili mu i hlavu. Po vyplenění tehdejšího kláštera svaté Barbory v Benešově narazili na královská vojska a byli následně pomláceni, zatčeni, či popraveni. Město bylo v té době obsazeno a vypleněno. V roce 1645, během třicetileté války, dobyli Vlašim Švédové, kteří město vypálili a zanechali v troskách. Později, od roku 1744, vládli městu knížata z Auerspergu, kteří v městě sídlili až do roku 1945.

#### Sázavský klášter
Nejstarší zmínky o Sázavském klášteru sahají do roku 1032. U jeho zrodu stáli kníže Oldřich a (tehdy ještě poustevník) Prokop, kolem něhož se zde tvořila skupina následovníků již asi od roku 1009. Kníže Oldřich v roce 1032 tuto komunitu povýšil na benediktinský klášter. Sázavský klášter je považován za středisko slovanské vzdělanosti. Jeho zakladatel, Prokop, se snažil rozvíjet a uchovat cyrilometodějskou tradici. Hovoří o něm latinská Legenda o svatém Prokopu, v níž se objevuje téma zápasu české a německé kultury. Významnou roli hrály styky Sázavského kláštera s Kyjevskou Rusí. Podle legendy, která hovoří o založení kláštera na Sázavě, Prokop nabídl knížeti Oldřichovi vodu, která se proměnila ve víno. Za tento čin pomohl kníže Prokopovi založit klášter. V 11. století byl klášter středem staroslověnské liturgie, ale již v roce 1096 byli mniši ze Sázavského kláštera definitivně vyhnáni a jejich knihy a veškeré spisy zničeny. Klášter byl poté natrvalo předán benediktinům z Břevnova a pěstovala se zde nadále pouze latinská liturgie. Krátce po své korunovaci v roce 1203 se Přemysl Otakar I. snažil přesvědčit papeže Inocence III. o povýšení pražského biskupství na arcibiskupství a prohlášení Prokopa za svatého. Zatímco povýšení biskupství nebylo vyslyšeno, kanonizace svatého Prokopa proběhla v roce 1204. Ve čtrnáctém století byl stavěn nový kostel i klášter v gotickém slohu, stavba však byla přerušena husitskými válkami, kdy byli mniši dočasně vyhnáni (1420–1437).

#### Jílové u Prahy
První zmínka o Jílovém u Prahy se vztahuje k roku 1045. První datovaná zpráva o městečku Jílovém, zástavní listina Oldřicha Zajíce z Valdeka, pochází z 13. 9. 1331. Původně patrně hornická osada ze 13. století s kamenným kostelem, ve 14. století „královské zlatohorní město“, později zastavované různým šlechticům.

#### Brandýs nad Labem
Zdejší přechod řeky byl významný již od raného středověku, procházela tudy významná zemská cesta z Prahy směrem na sever. Starší než samotný Brandýs nad Labem byla jižně ležící ves Hrádek, kde se také nacházely dva kostely. Ta patřila kolegiátní kapitule v Sadské (později u sv. Apolináře v Praze), která měla také podací právo k farnímu kostelu sv. Petra. Po husitských válkách se dostává do majetku brandýských pánů a roku 1559 byl sloučen s Brandýsem.
Samotné městečko Brandýs bylo vysazeno někdy na přelomu 13. a 14. století pány z Michalovic, kteří drželi jak část nedaleké Staré Boleslavi, tak Boleslav Mladou. První písemná zmínka o něm pochází z roku 1304, kdy se zmiňuje trhová ves Brandýs s mostem a kostelem. U ní zřídili v místech dnešního zámku majitelé panství tvrz, pokud tato již nestála. Ve druhé polovině 14. století zde bylo zřízeno děkanství. Během husitských válek město dobyli a dočasně ovládali celou oblast pražané. V letech 1468–1493 držel panství Jan Tovačovský z Cimburka, který sem přemístil správní centrum panství a k tomuto účelu také přestavěl tvrz na reprezentativnější sídlo. Skrze jeho manželku Johanku z Krajku provdanou podruhé za Jana ze Šelmberka, která dala městu některé výsady, od krále Vladislava Jagelonského obdržela pro město roku 1503 znak a pokračovala v přestavbě tvrze v pozdně gotickém slohu, přešlo panství na původně rakouský rod Krajířů z Krajku. Ve zvelebování sídla pak pokračoval její syn, stejně jako ona horlivý přívrženec jednoty bratrské Konrád Krajíř z Krajku, jemuž však bylo panství za účast na povstání proti císaři Ferdinandu I. roku 1547 zkonfiskováno. Panství i město se od této doby stává majetkem královským a příležitostným venkovským rezidenčním sídlem panovníků.
Období značného rozkvětu a slávy zažíval Brandýs za císaře Rudolfa II., který zde často pobýval. Ten také 5. října 1581 povýšil Brandýs na královské komorní město. Císař si dal přestavět zdejší zámek a upravit terasovitou zahradu v italském stylu, jak navrhl jeho komorní architekt Giovanni Maria Filippi. Již roku 1508 obdrželo město budovu na náměstí pro sklad soli, v níž byla záhy zřízena radnice a přistavěna věž. Budova prošla mnoha úpravami (1742), (1839), na počátku 20. století přestavěna do secesní podoby a roku 2009 obdržela novou přístavbu. Novodobá freska na průčelí zpodobuje akt povýšení města Rudolfem II. Původní jednoocasý lev ve znaku města (asi pánů z Michalovic) byl již roku 1670 nahrazen českým dvouocasým lvem. Od první poloviny 16. století sídlila ve městě také významná židovská obec, vzrůstající až do 19. století, kdy tvořila 6 % obyvatel. V ulici Na Potoce se nachází synagoga z roku 1829. Byla postavena na místě starších synagog zničených požárem (první synagoga je ve městě doložena roku 1515, druhá synagoga byla postavena po roce 1657 a třetí po požáru roku 1787). V současné době je přístupna veřejnosti. Zdejší židovský hřbitov patří k nejstarším v Česku.
Městu se nevyhnuly ani válečné útrapy a požáry. Nejtěžší zkouškou byla třicetiletá válka, kdy byl zámek obsazen Sasy i Švédy a město bylo pustošeno. Největší požár postihl Brandýs roku 1828, kdy shořela valná část domů včetně židovské synagogy. Roku 1813 se na brandýském zámku sešli tři panovníci: rakouský císař František I., pruský král Fridrich Vilém III. a ruský car Alexandr I., aby tu připravovali úder proti Napoleonovi I. Od poloviny 18. století vznikaly ve městě manufaktury a továrny a spolu s nimi se rozvíjely i komunikace.

### Novější dějiny kraje
Při solním sčítání v roce 1702 bylo zjištěno v Kouřimském kraji 47 903 křesťanů a 613 židů, dohromady 48 516 obyvatel nad 10 let. V roce 1850 pokračoval úpadek významu Kouřimi také jako správního centra (již k roku 1751 byla krajským městem Kouřimského kraje stanovena Praha). V tomto roce byl totiž definitivně zrušen Kouřimský kraj a roku 1868 následovalo zrušení i kouřimského okresu. V ekonomickém rozvoji se pak hlavním handicapem Kouřimska stala jeho odtrženost od vznikající hlavní železniční tepny Praha–Pardubice i od hlavních silničních tras, na rozdíl od jiných měst se zde nerozvinul významnější průmysl a její význam postupně upadal.

## Významní hejtmané
- kolem roku 1167: Zdeslav z Divišova
- 1530–1533: Václav Amcha z Borovnice[9]
- 1533–?: Adam z Říčan
- kolem roku 1565: Jan z Šternberka a na Konopišti
- 1631 Jan Šebestián z Říčan
- 1632 Hanuš mladší z Talmberka
- 1641-1643 Jan Šebestián z Říčan
- 1644–1647 František Vilém z Talmberka
- 1648–1649 Václav Jiří Holický ze Šternberka
- 1650–1651 František Vilém z Talmberka
- 1652–1654 Jan Viktorim z Valdštejna
- 1654 Václav Jiří Holický ze Šternberka
- 1654–1657 František Vilém z Talmberka
- 1658–1662 Petr Vilém Říčanský z Říčan
- 1662–1663 Martin Jindřich Paradies de la Saga
- 1664 Karel Adam Lev z Říčan
- 1665–1666 František Leopold z Talmberka
- 1666–1679 Vilém Oldřich Střela z Rokyc
- 1680–1682 Jan Václav Holický ze Šternberka
- 1683–1690 Jan Karel z Valdštejna
- 1690–1697 František Antonín z Hallweilu
- 1698–1701 Ferdinand František Říčanský z Říčan
- 1701–1702 Kryštof Karel Voračický z Paběnic
- 1702–1711 Ferdinand František z Říčan
- 1712–1733 Josef Karel z Hallweilu
- 1734–1738 Jan Václav z Kaisersteina
- 1739–1742 Jan Karel z Valdštejna
- 1743–1745 Albrech Maxmilián Desfours
- 1746–1749 Otakar Josef ze Starhembergu
- 1749–1751 Jan Nepomuk I. ze Šternberka
- 1751–1766 Antonín Kliment Vořikovský z Kundratic
- 1767–1771 Jan Streer ze Streeruwitz
- 1772–1779 Ignaz Hanisch von Greifenthal
- 1780–1795 Karel Josef Biener z Bienenberka
- 1796–1798 Šebestián Losy z Losenau
- 1799–1816 Václav Cavriani[10]
- 1816–1826 Josef Procházka
- 1826–1831 Jeroným Lützow
- 1832–1842 Ignaz Kiwisch
- 1842–1849 Vincenc Breisky

## Hrady v kraji
Místa v kraji Kouřimském v letech 1375–1525, označená jako hrady.

### Hrady
| Jméno hradu | držitelé roku 1375                                           | držitelé roku 1420                                                  | držitelé roku 1475                                                        | držitelé roku 1525                                   |
| --- | ------------------------------------------------------------ | ------------------------------------------------------------------- | ------------------------------------------------------------------------- | ---------------------------------------------------- |
| 1. Kostelec nad Černými lesy | páni z Náchoda                                               | páni ze Smržova                                                     | páni ze Smržova                                                           | páni z Chlumu a Košumberka                           |
| 2. Zlenice | panovník                                                     | vladykové z Konojed                                                 | roku 1465 byl hrad již pobořen a opuštěn, součástí panství Komorní Hrádek | součástí panství Komorní Hrádek                      |
| 3. Šember | opatství cisterciáků v Klášterní Skalici                     | opatství cisterciáků v Klášterní Skalici                            | roku 1452 pustý                                                           |                                                      |
| 4. Stříbrná Skalice | vladykové ze Skalice                                         | opatství kláštera Sázavské                                          | součástí panství Sázavského pánů Zajímačů z Kunštátu                      | součástí panství Sázavského pánů Zajímačů z Kunštátu |
| 5. Konopiště | páni ze Šternberka                                           | páni ze Šternberka                                                  | páni ze Šternberka                                                        | páni ze Šternberka                                   |
| 6. Vyšehrad | vyšehradská kapitula                                         | vyšehradská kapitula                                                | vyšehradská kapitula                                                      | vyšehradská kapitula                                 |
| 7. Kolín | klášter dominikánů                                           | hrad vznikl v letech 1437–1438                                      | páni z Kunštátu a Poděbrad                                                | panovník                                             |
| 8. Český Šternberk | páni ze Šternberka                                           | páni ze Šternberka                                                  | páni z Kunštátu                                                           | páni ze Šternberka                                   |
| 9. Komorní Hrádek | postaven v letech 1412–1415 jako náhrada za hrádek Čejchanov | vladykové ze Dvorce s rytíři Mikulášem Šraňkem a Mikulášem z Reblic | vladykové Kostkové z Postupic                                             | páni ze Šelmberka                                    |
| 10. Stará Dubá | páni z Dubé (Benešovici)                                     | páni z Dubé (Benešovici)                                            | 1466 dobyt a zbořen                                                       | součástí panství Komorní Hrádek                      |
| 11. Ježov | panovník součástí panství Zlenice                            | součástí panství Zlenice                                            | součástí panství Komorní Hrádek                                           | součástí panství Komorní Hrádek                      |
| 12. Čejchanov | vladykové Jan a Čajchan z Hrádku                             | roku 1404 dobyt a rozbořen, vedle postaven Komorní Hrádek           | součástí panství Komorní Hrádek                                           | součástí panství Komorní Hrádek                      |
| 13. Líšno | páni z Dubé (Benešovici)                                     | páni z Dubé (Benešovici)                                            | zabráno Trčky z Lípy a pány z Poděbrad                                    | páni ze Šternberka                                   |
| 14. Brandýs nad Labem | páni z Michalovic                                            | páni z Michalovic                                                   | páni z Cimburka                                                           | páni Krajířové z Krajku                              |
| 15. Jenštejn | rytíři z Jenštejnové                                         | rytíři z Cách                                                       | vladykové z Košíně                                                        | páni ze Šternberka                                   |
| 16. Vlašim | rytíři z Jenštejnové                                         | rytíři z Chotěmic                                                   | vladykové Trčkové z Lípy                                                  | vladykové Trčkové z Lípy                             |
| 17. Trhový Štěpánov | arcibiskupství pražské                                       | arcibiskupství pražské                                              | vladykové Trčkové z Lípy                                                  | vladykové Trčkové z Lípy                             |
| 18. Říčany | páni z Říčan                                                 | páni z Říčan a Průhonic                                             | Jan Beneda z Nečtin a Mikuláš Popel z Vesce                               | vladykové Trčkové z Lípy                             |
| 19. Koloděje | markrabě Jan Jindřich Lucemburský                            | vladykové Rotlevovi z Koloděj                                       | ?                                                                         | vladykové z Chrástu                                  |
| 20. Škvorec | měšťané pražští z Olbramovic                                 | měšťané pražští z Olbramovic a vladykové z Klučova                  | páni z Klinštejna                                                         | páni Smiřičtí ze Smiřic                              |
| 21. Květnice | měšťané pražští z Olbramovic                                 | vladykové Trčové z Kralovic                                         | vladykové Trčkové z Lípy                                                  | součástí panství Škvorec, roku 1532 zámek pustý      |
| 22. Nový hrad u Kunratic | roku 1411 postaven Václavem IV.                              | panovník                                                            | 27. ledna 1421 byl definitivně dobyt, zdevastovaný a zapálen              | součástí panství Kunratice                           |
| 23. Průhonice | páni z Říčan                                                 | vladykové Dubští z Dubče                                            | vladykové Dubští z Dubče                                                  | vladykové Zápští ze Záp                              |
| 24. Rataje nad Sázavou a Pirkštejn | páni z Pirkštejna                                            | páni z Pirkštejna                                                   | páni z Kunštátu a Poděbrad                                                | vladykové Robmhapové ze Suché                        |
| 25. Talmberk | páni z Talmberka                                             | páni z Talmberka                                                    | vladykové Ojířové z Očedělic                                              | součástí panství Čestín, 1533 pustý                  |
| opevněná sídla s charakterem zámku ve 14.–15. století (sídla typově patřící mezi luxusní sídla pražských měšťanů, budovaná v době vlády Karla IV. i pozdějších dobách 15. století, opevněné zámky, větší a luxusnější než tvrze)         |                                                              |                                                                     |                                                                           |                                                      |
| 26. Přerov nad Labem | břevnovský klášter                                           | břevnovský klášter                                                  | páni ze Stráže                                                            | větší město Pražské                                  |
| 27. Tuchoraz | rytíři z Tuchoraze                                           | rytíři z Tuchoraze                                                  | páni z Landštejna                                                         | páni z Landštejna                                    |
| 28. Hradové Střimelice | rytíři ze Střimelic                                          | vladykové ze Sobočic                                                | páni z Kunštátu                                                           | součástí panství Komorní Hrádek                      |
| 29. Červený Hrádek (Bečváry) (označován – r. 1338 tvrz, r. 1377 hrad, r. 1498 hrádek, r. 1499 hrádek, zámek, r. 1534 zámek; r. 1564 přední a zadní palác s větším počtem obytných místností, obklopen valem a příkopem s padacím mostem) | staroboleslavská kapitula                                    | staroboleslavská kapitula                                           | staroboleslavská kapitula                                                 | vladykové Žehušičtí z Nestajova                      |

## Sídla v kraji roku 1654

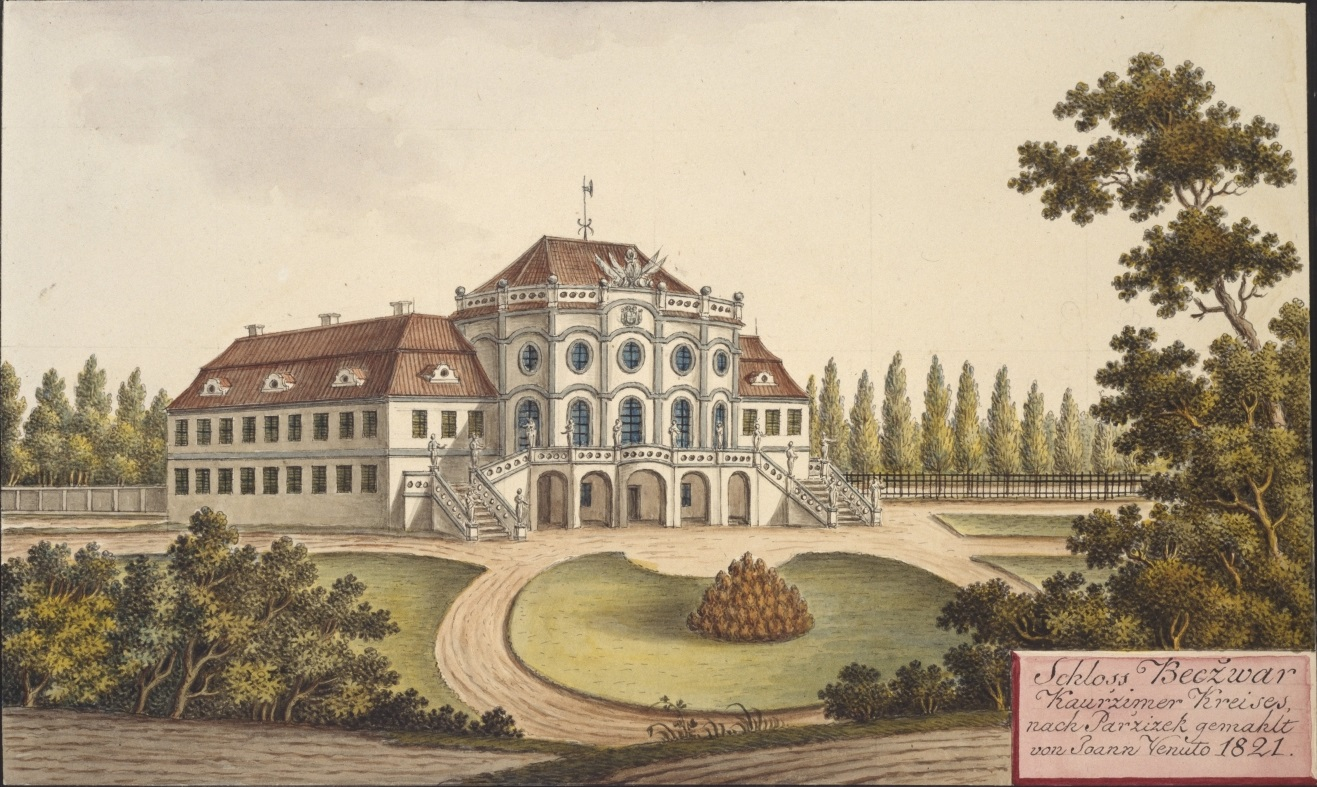
Bečváry. Schloss Becžwar Kauřzimer Kreises nach Parzizek gemahlt von Joann Venuto 1821.

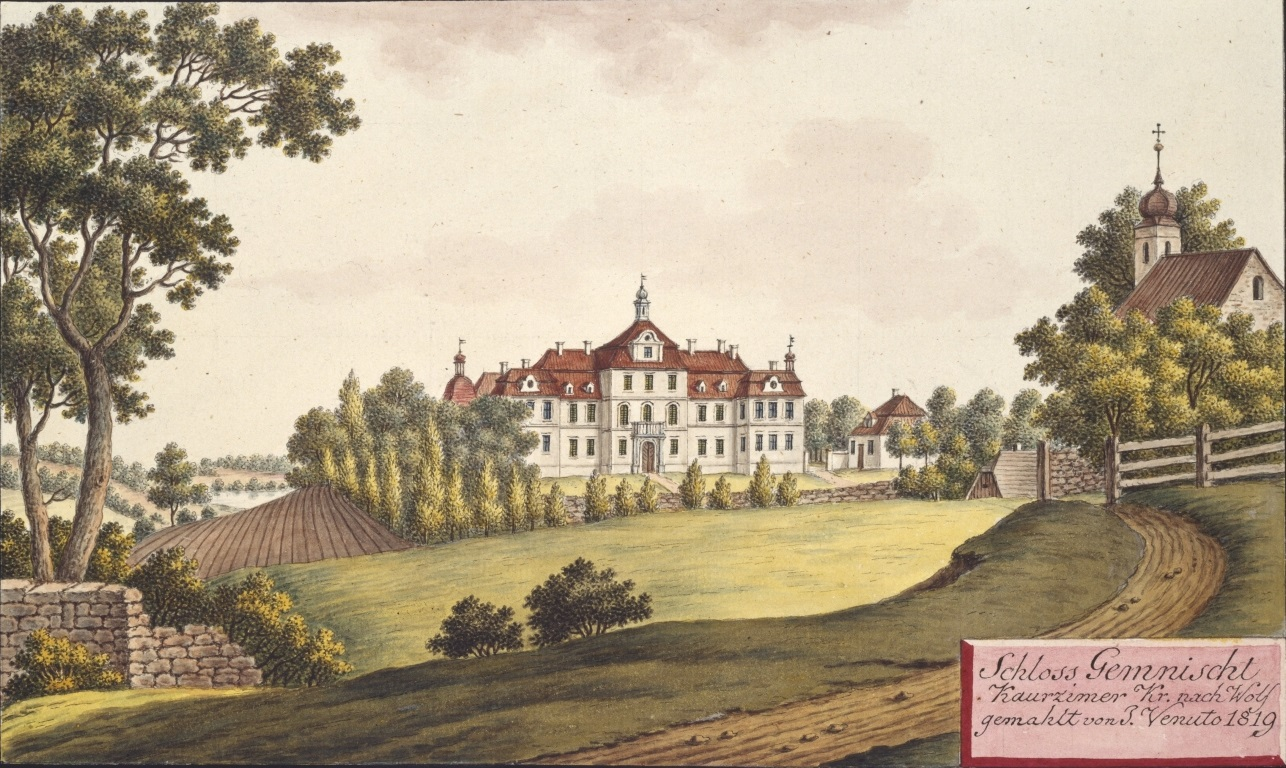
Jemniště. Schloss Gemnischt Kauřzimer Kr. nach Wolf gemahlt von J. Venuto 1819.

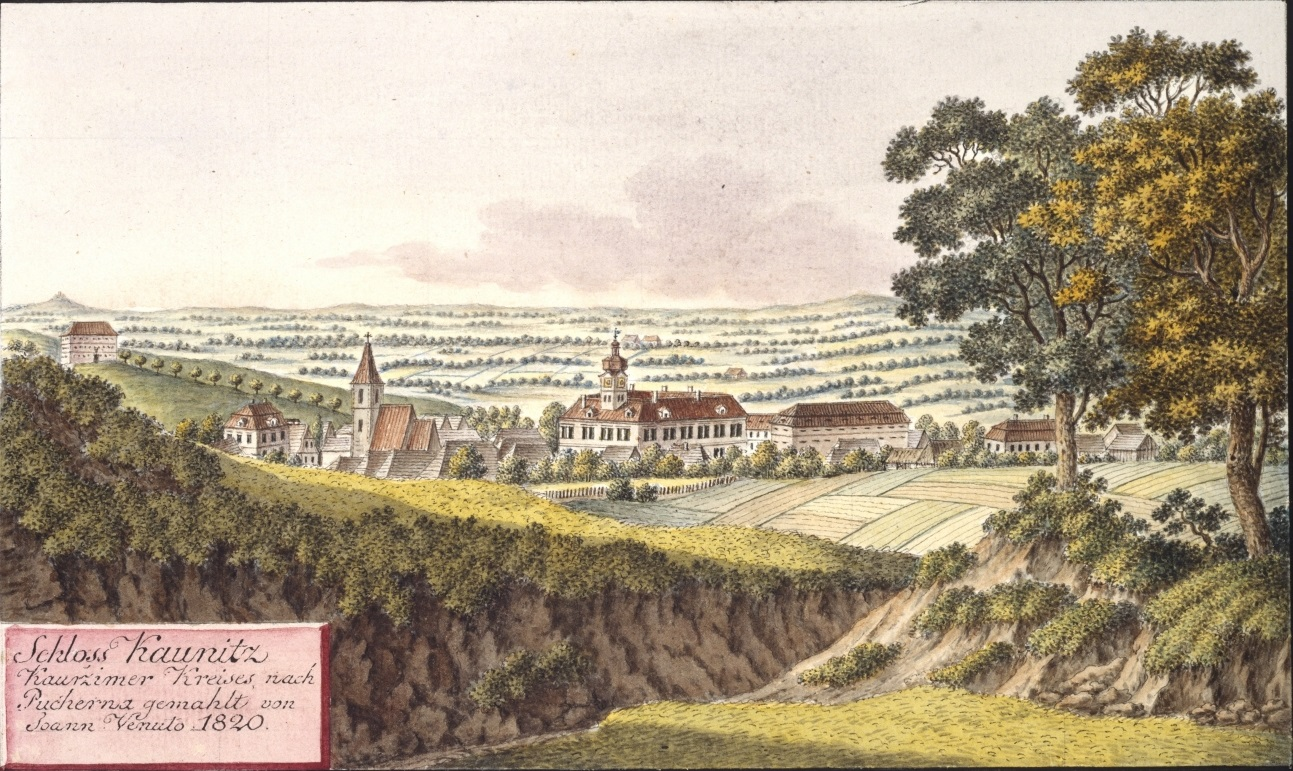
Kounice. Schloss Kaunitz Kauřzimer Kreises, nach Pucherna gemahlt von Joann Venuto 1820.

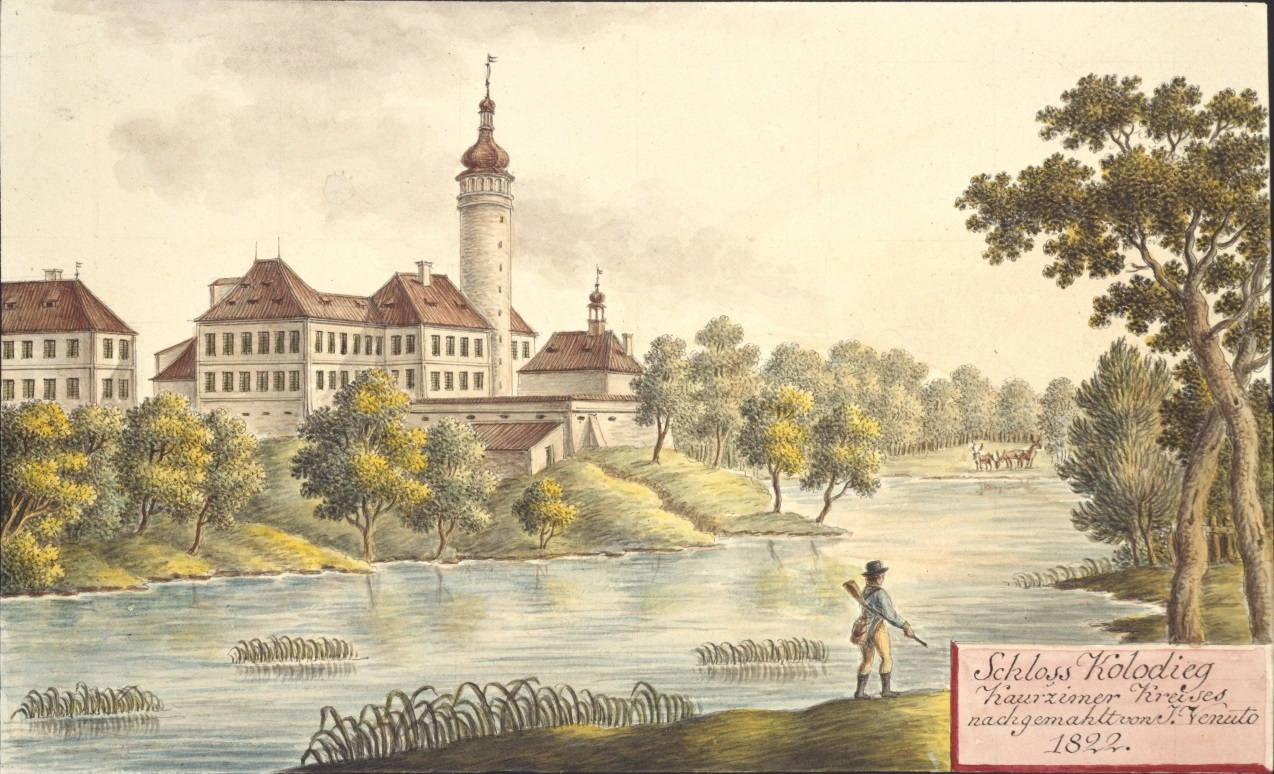
Koloděje. Schloss Kolodieg Kaurzimer Kreises nachgemahlt von J. Venuto. 1822.

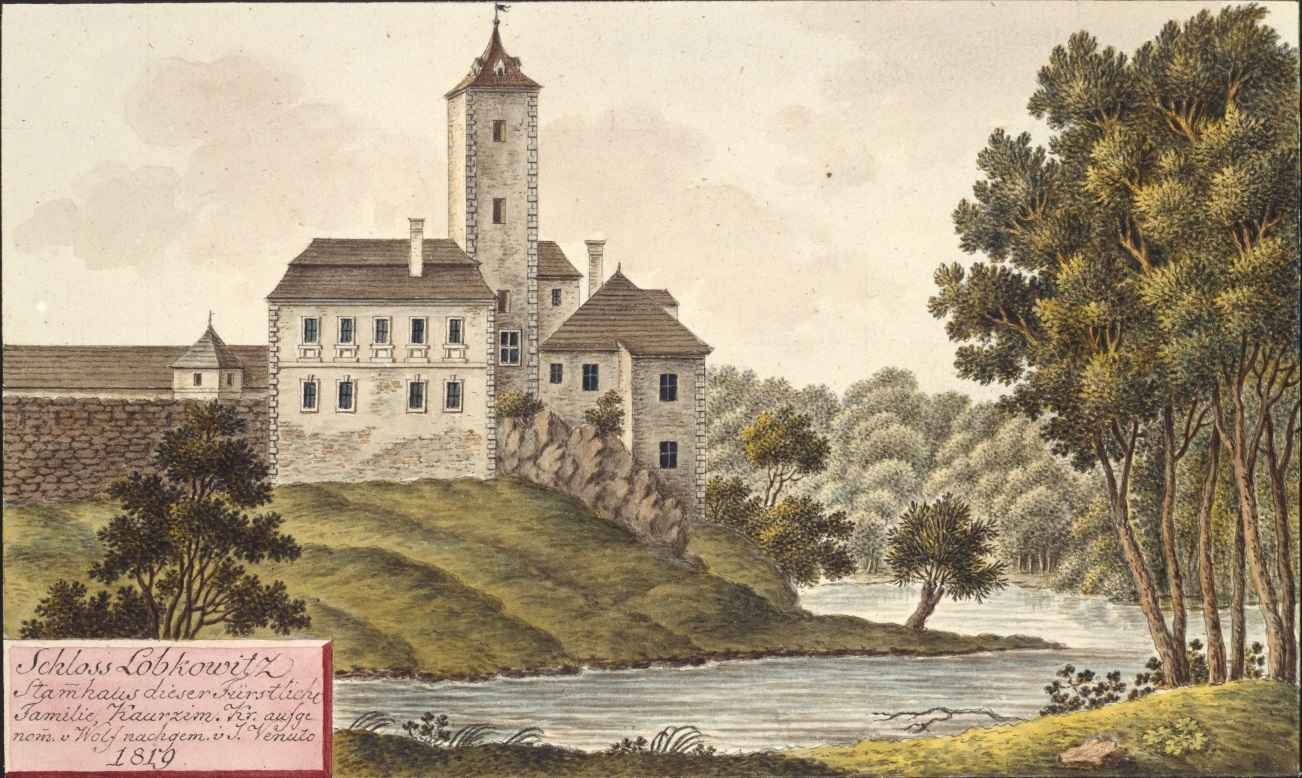
Lobkovice. Schloss Lobkowitz Stammhaus dieser Fürstliche Familie, Kauřzim. Kr. aufgenom. v. Wolf nachgem. v. J. Venuto 1819.

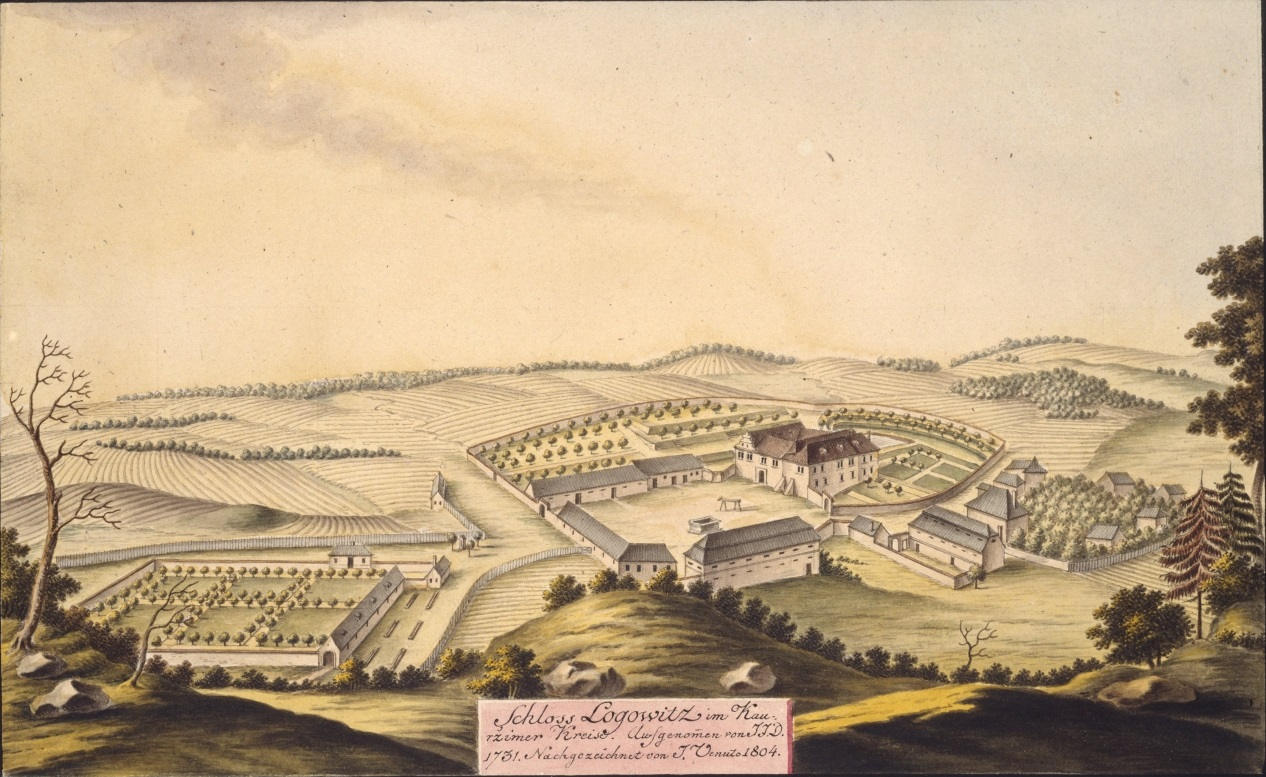
Lojovice. Schloss Logowitz im Kauřzimer Kreise 1804 von Joann Venuto.

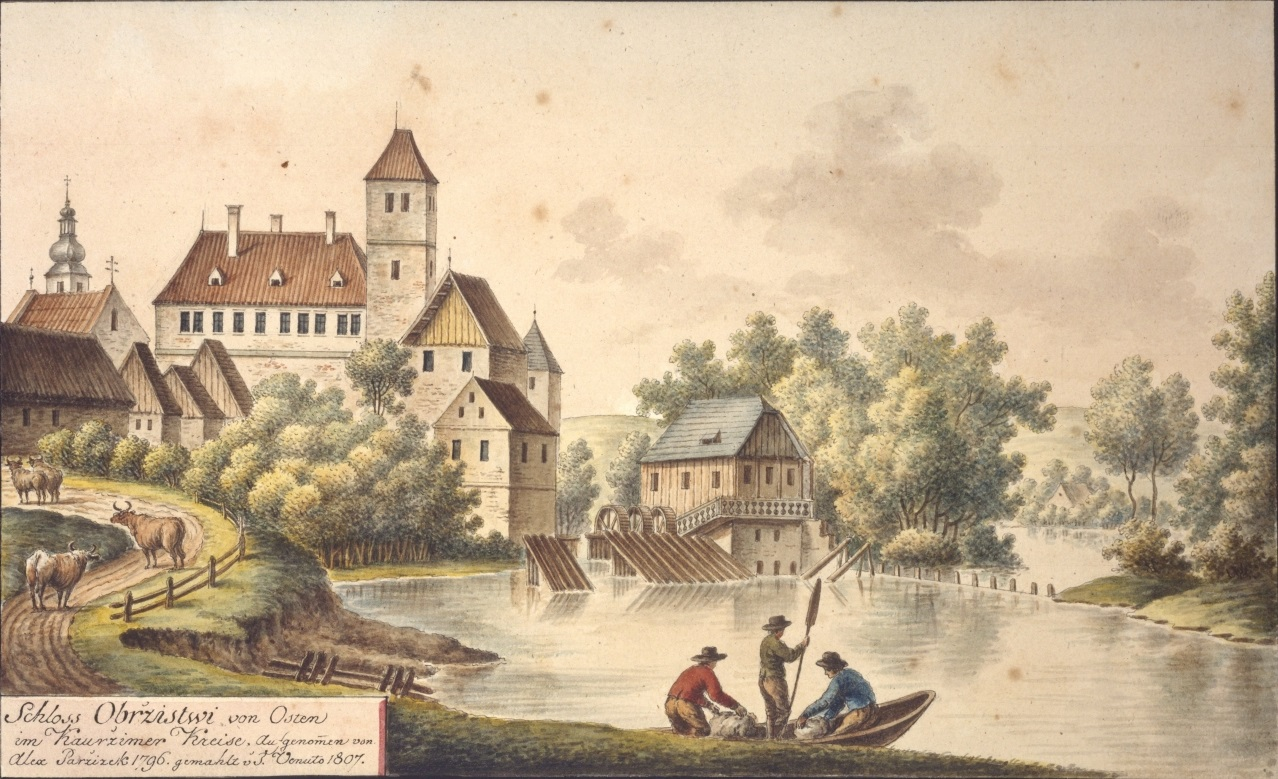
Obříství. Schloss Obřzistwi von Osten im Kauržimer Kreise. Aufgenommen von Alex Paržizek 1796, gemahlt v. J. Venuto 1807.

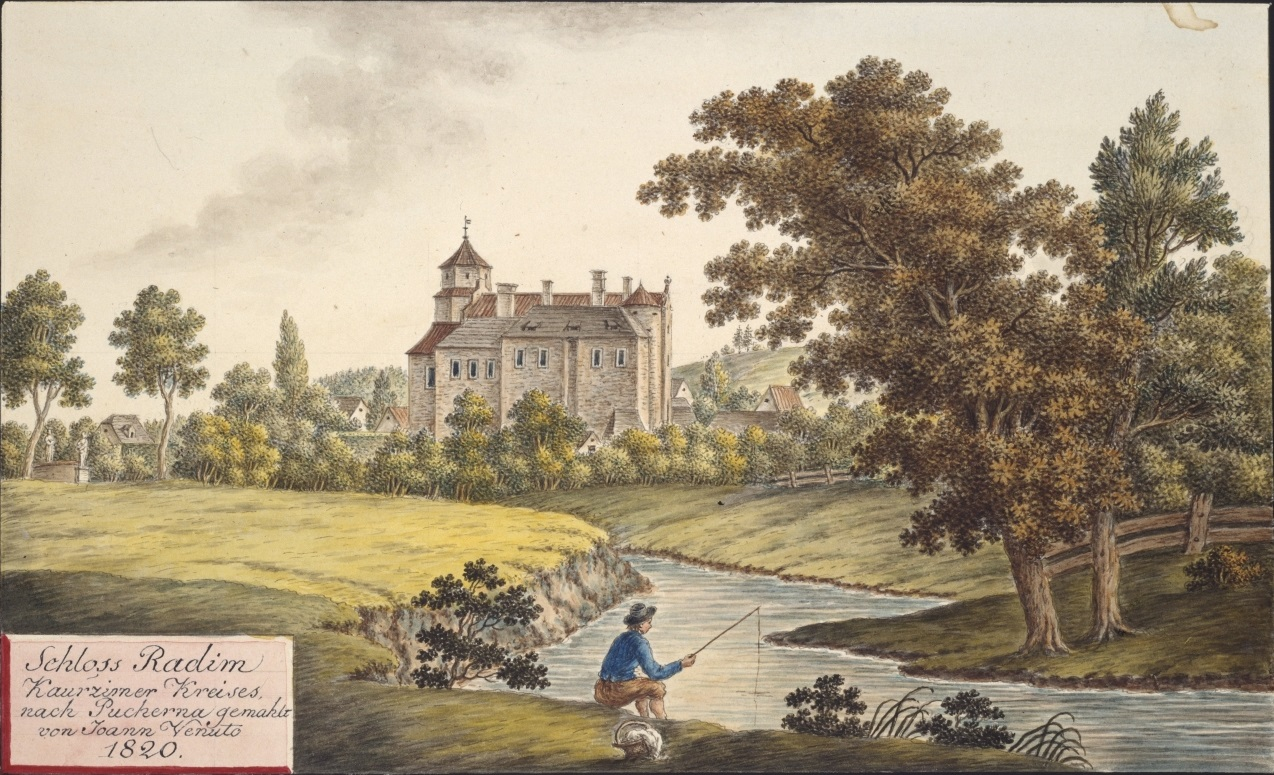
Radim. Schloss Radim, Kauřzimer Kreises, nach Pucherna gemahlt von Joann Venuto 1820.

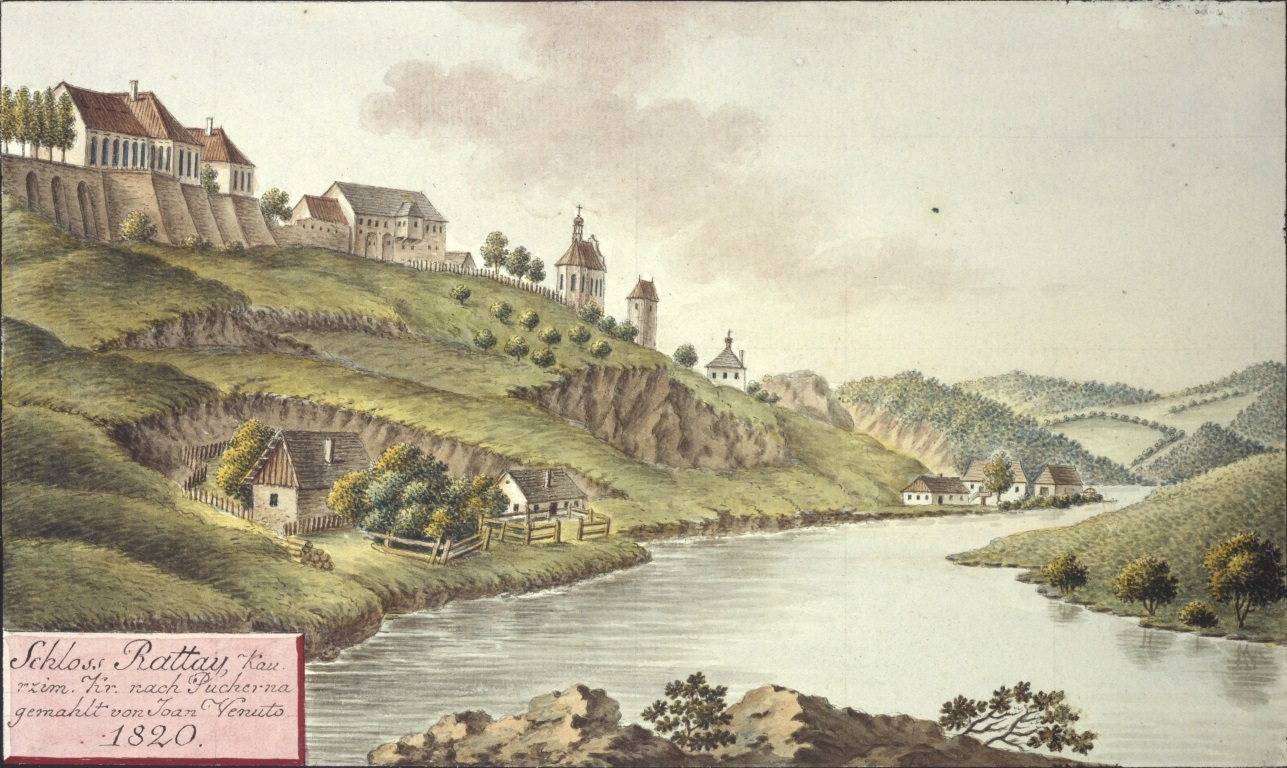
Rataje nad Sázavou. Schloss Rattay, Kaurzim. Kr. nach Pucherna gemahlt von Joan Venuto 1820.

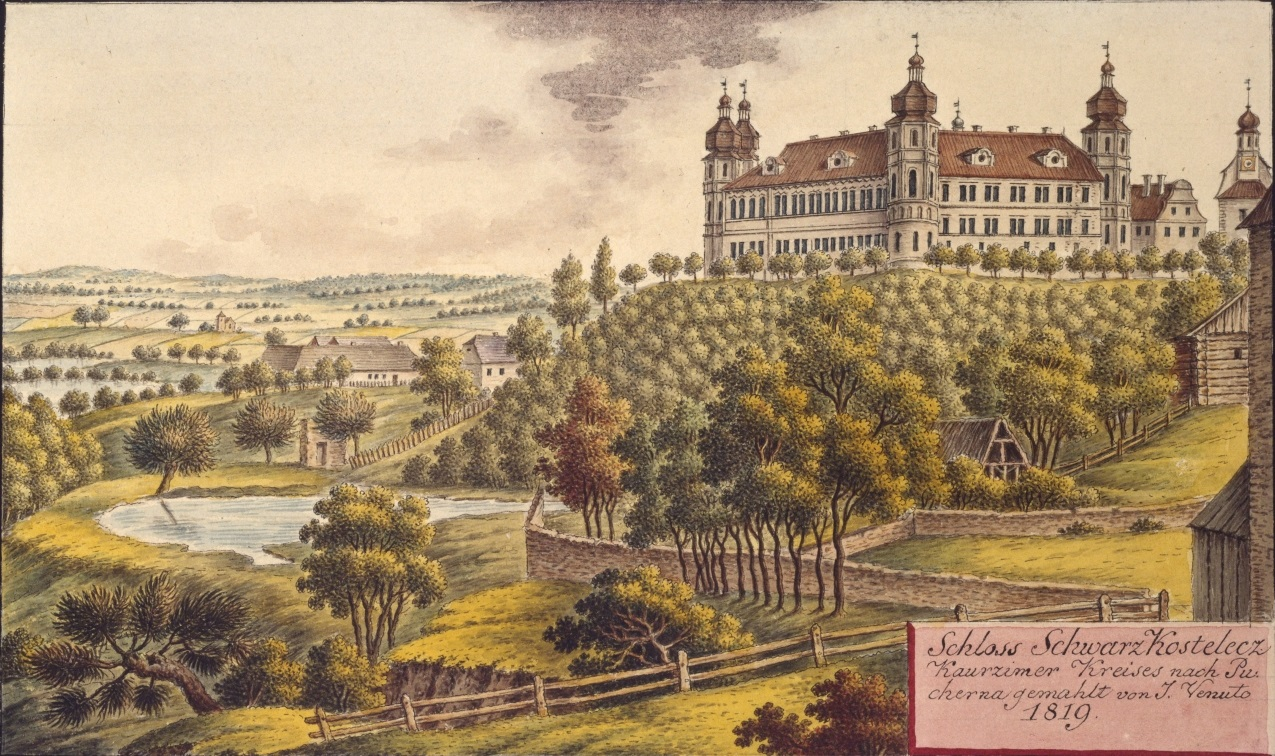
Kostelec nad Černými lesy. Schloss Schwarz Kostelecz Kaurzimer Kreises nach Pucherna gemahlt von J. Venuto 1819.

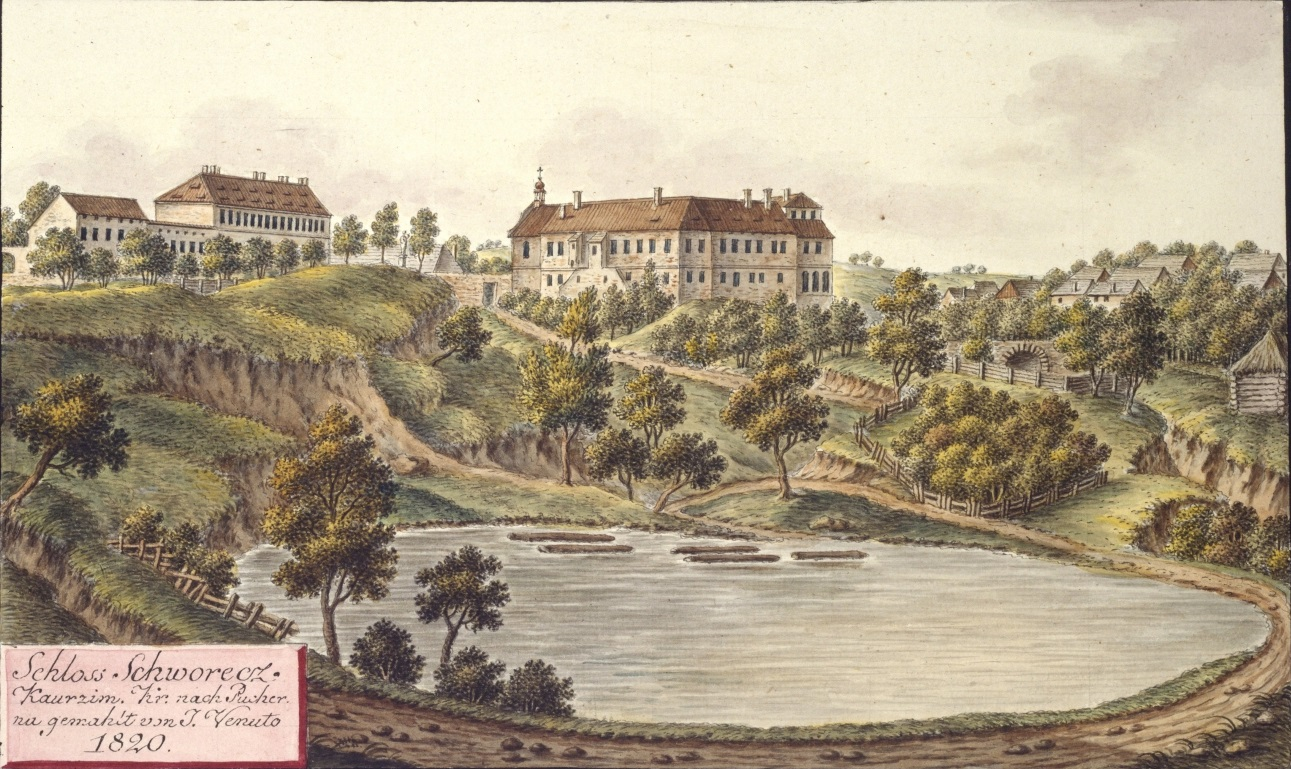
Škvorec. Schloss Schworecz, Kaurzim Kr. nach Pucherna gemahlt von J. Venuto 1820.

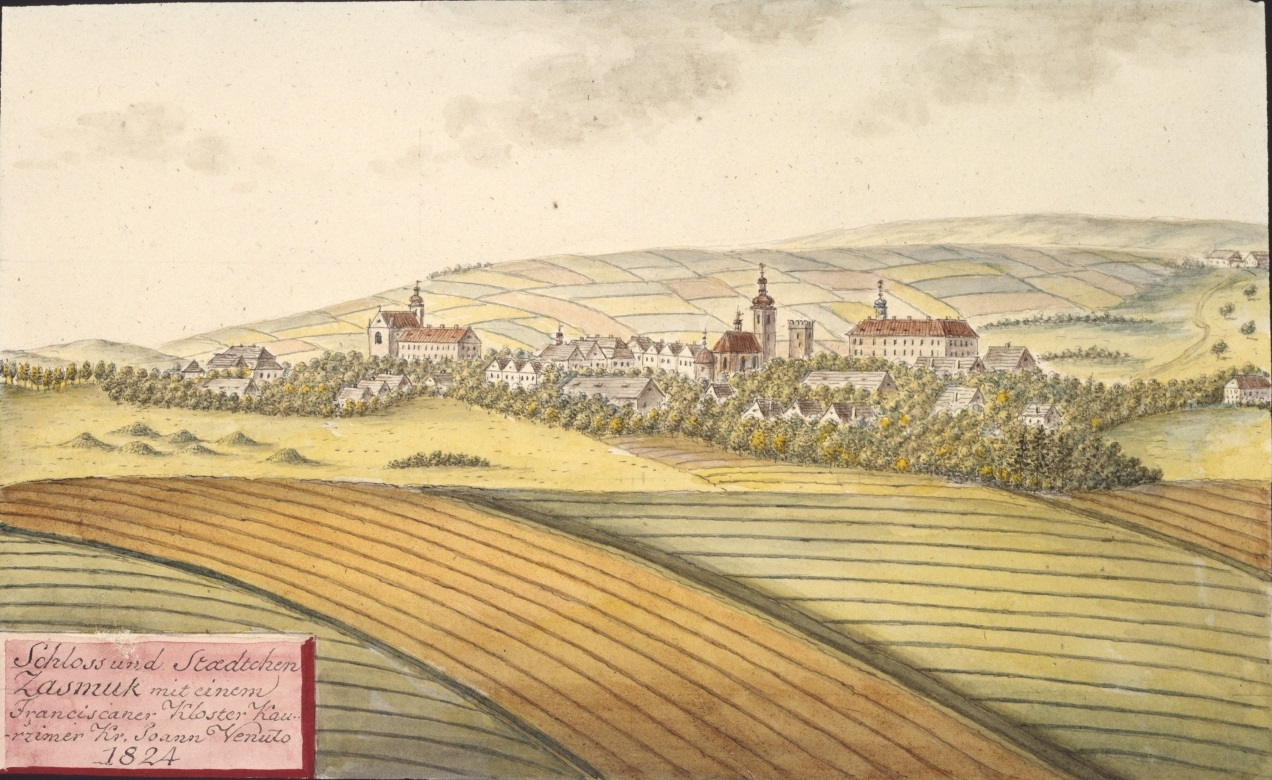
Zásmuky. Schloss und Staedtchen Zasmuk mit einem Franciscaner Kloster Kauřzimer Kr. Joann Venuto 1824.

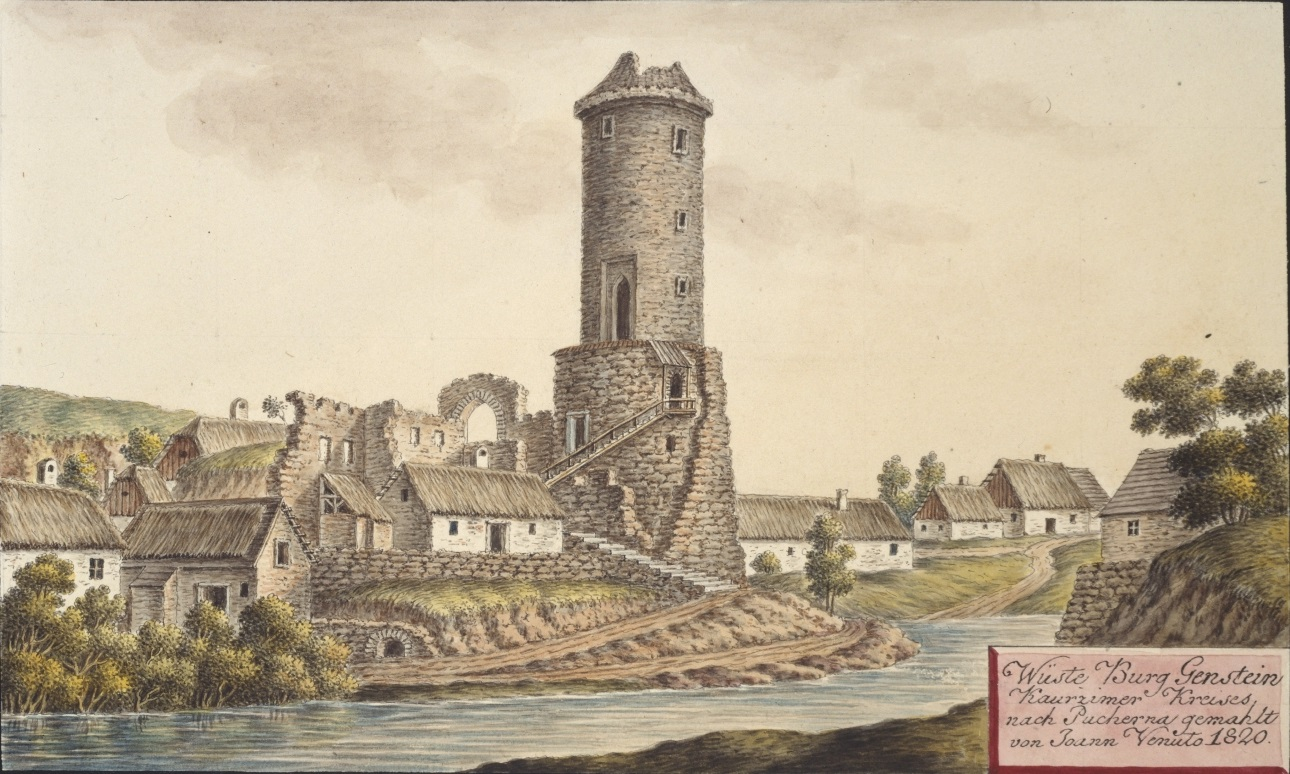
Jenštejn. Wüste Burg Genstein Kauřzimer Kreises nach Pucherna gemahlt von Joann Venuto 1820.

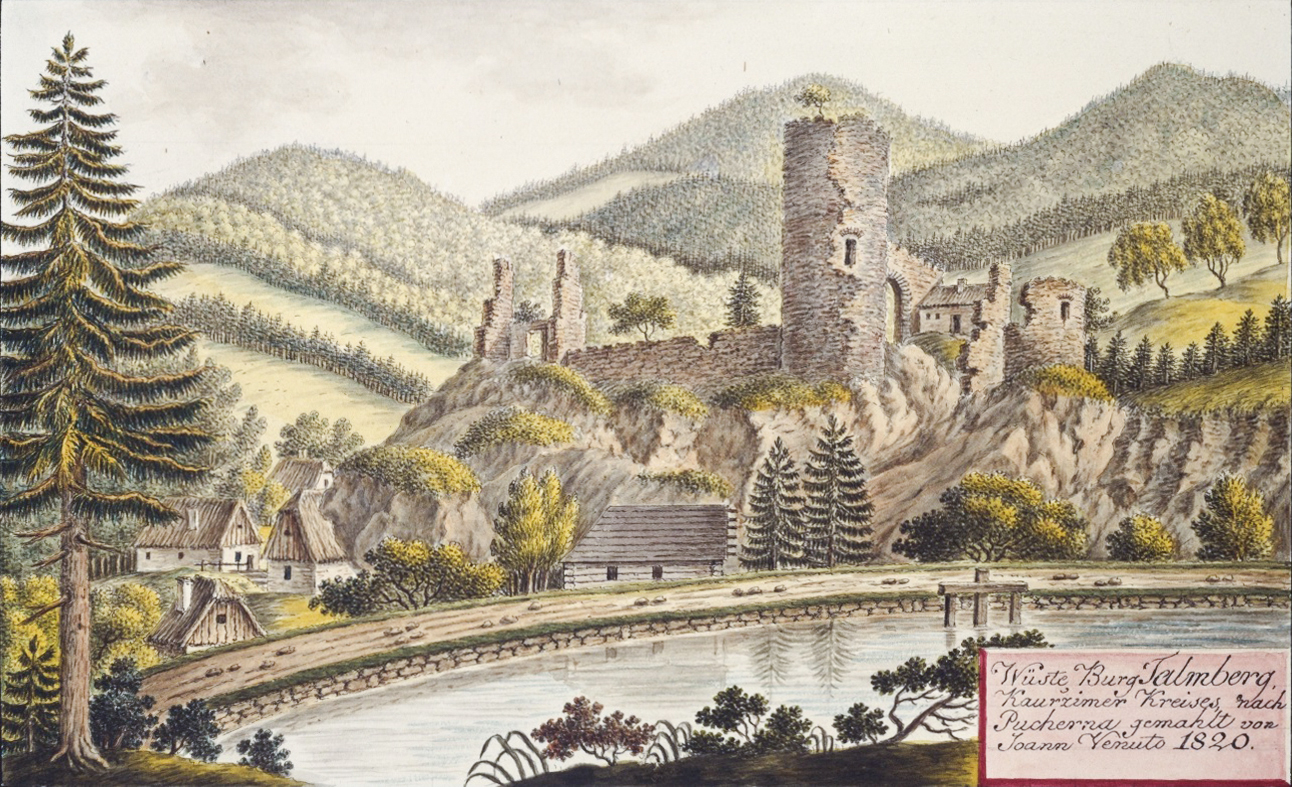
Talmberk. Wüste Burg Talmberg, Kauřzimer Kreises, nach Pucherna gemahlt von Joann Venuto 1820.

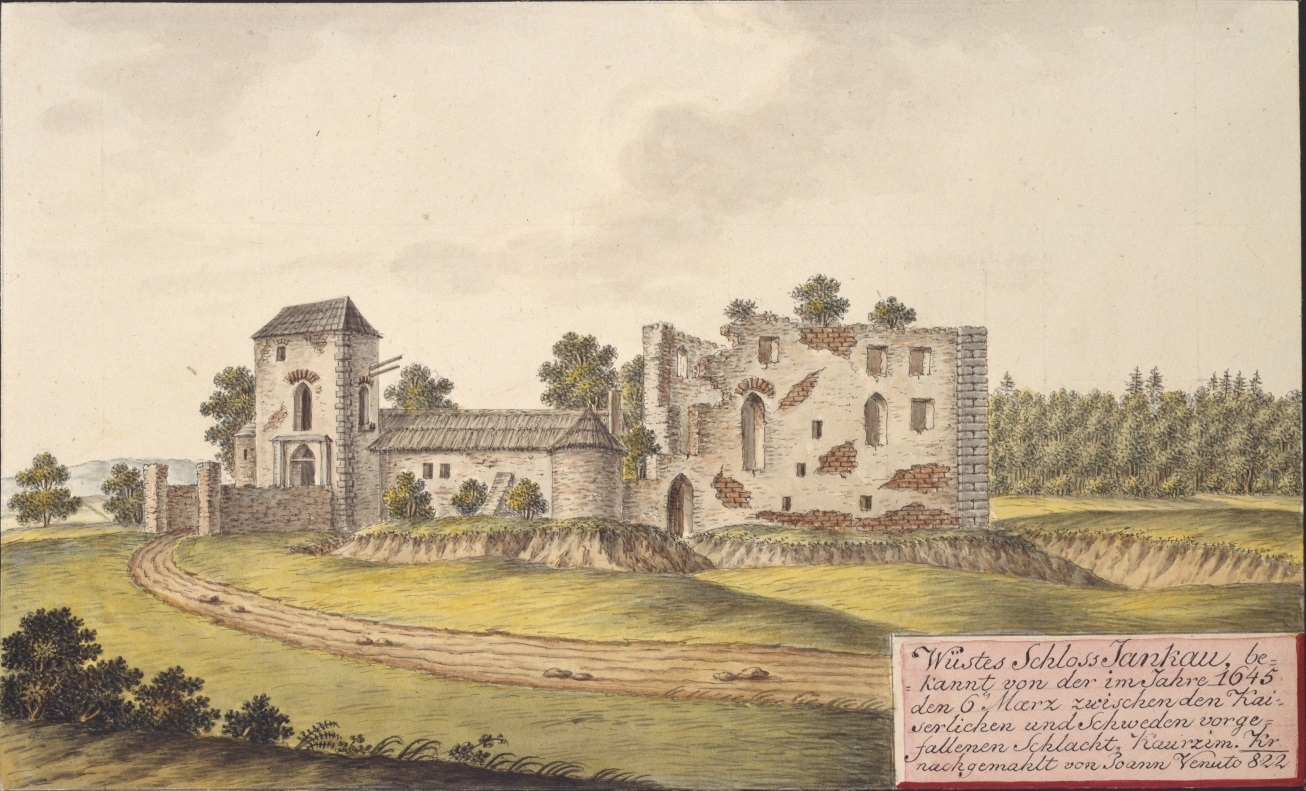
Jankov. Wüstes Schloss Jankau, bekannt von der im Jahre 1645 den 6. Maerz zwischen den Kaiserlichen und Schweden vorgefallenen Schlacht, Kauřzim. Kr. nachgemahlt von Joann Venuto 1822.

Místa v kraji Kouřimském z roku 1654, označená v berní rule tohoto kraje jako města a městečka.

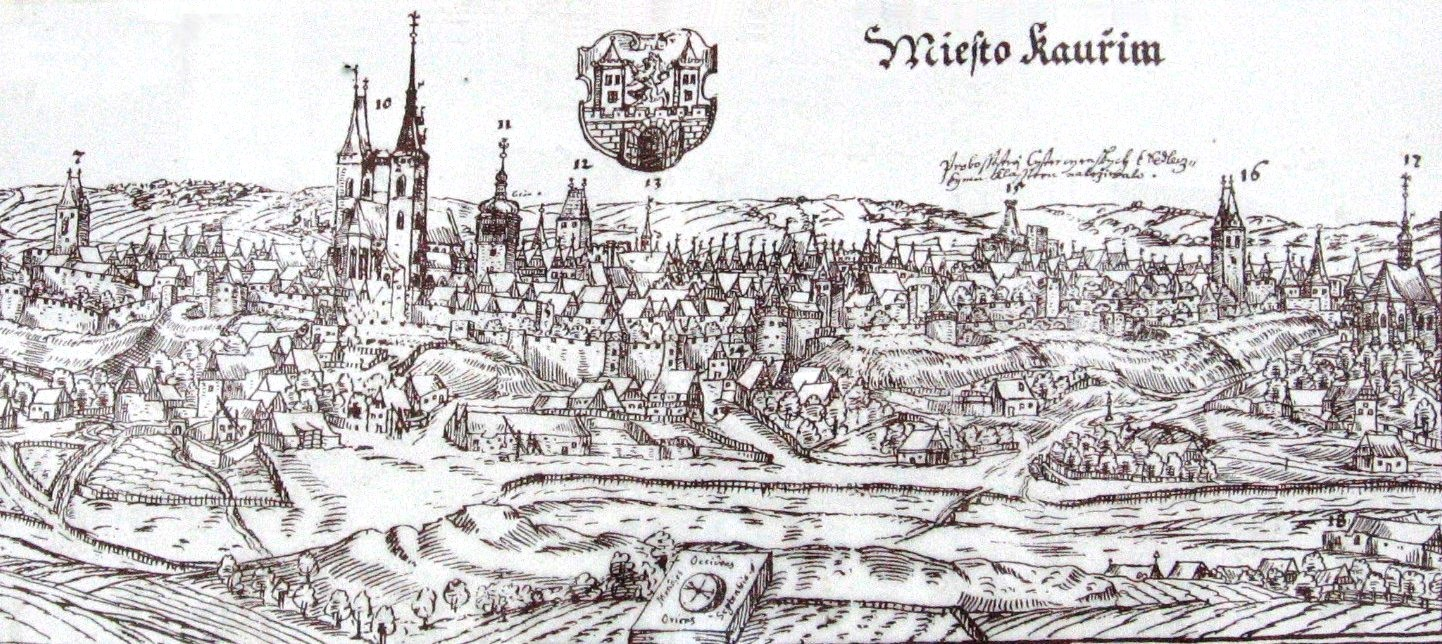
Veduta Kouřimi z roku 1602

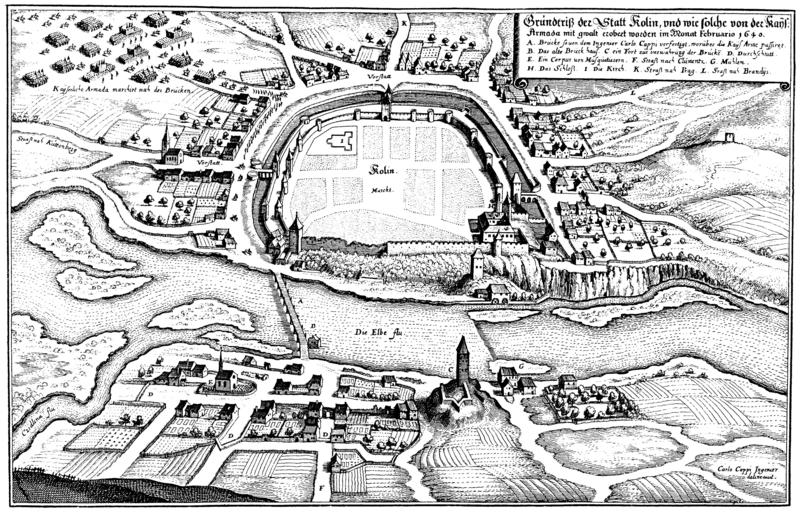
Plán města Kolína z roku 1640 (Carlo Cappi). Zobrazuje především městské opevnění.

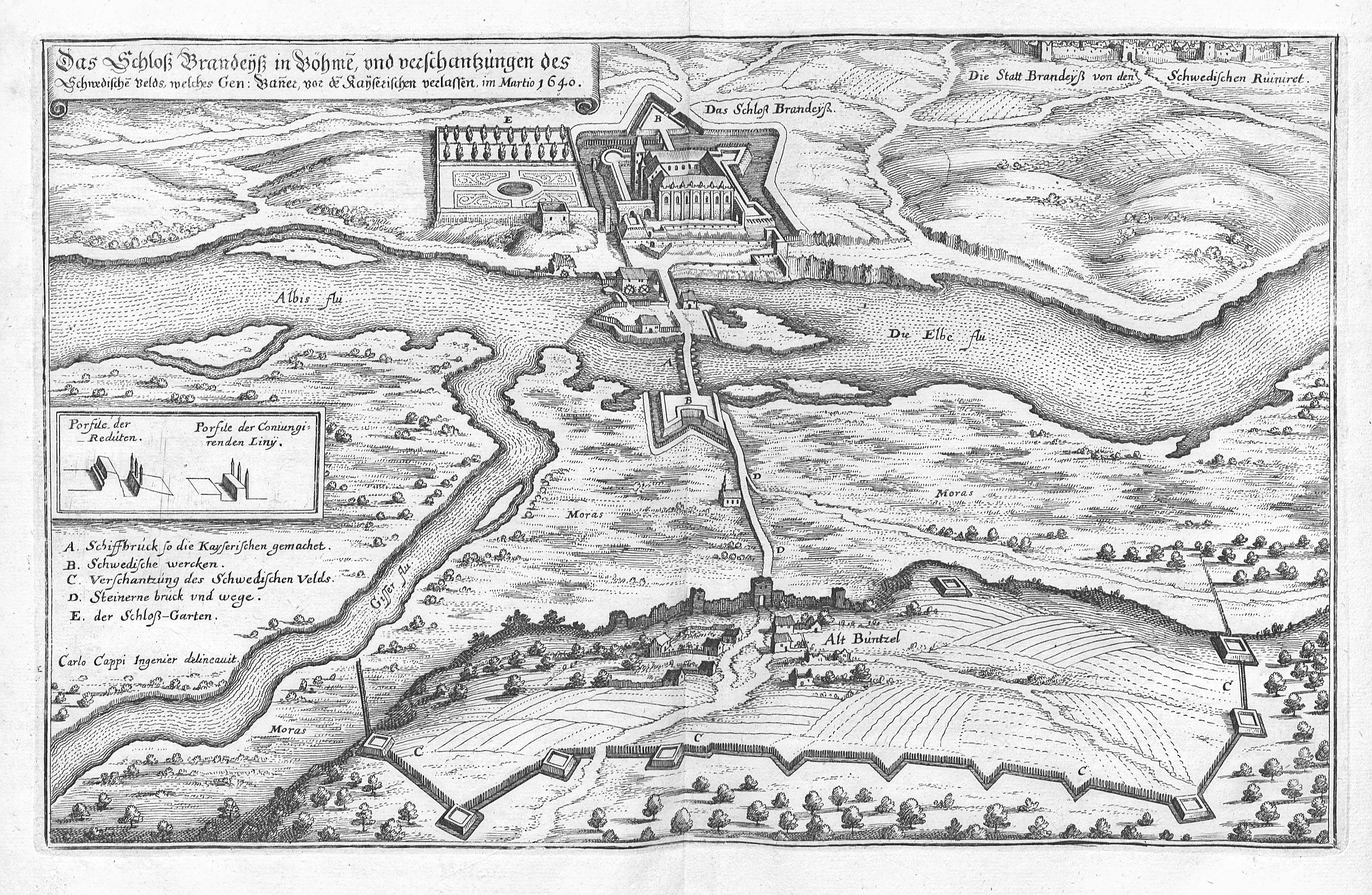
Město a zámek Brandýs nad Labem a trosky Staré Boleslavi na protějším břehu, vydáno roku 1650, Matthäus Merian

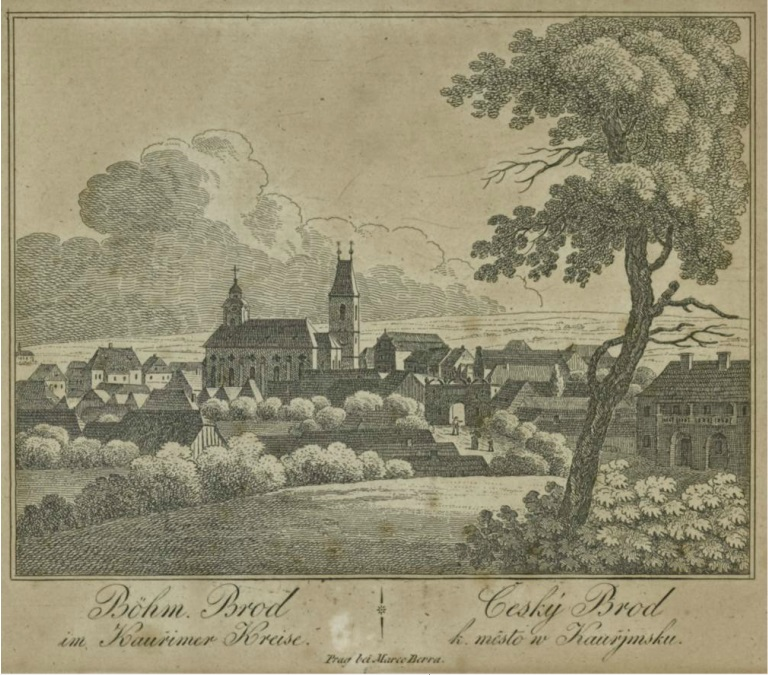
Veduta královského města Českého Brodu v Kouřimském kraji

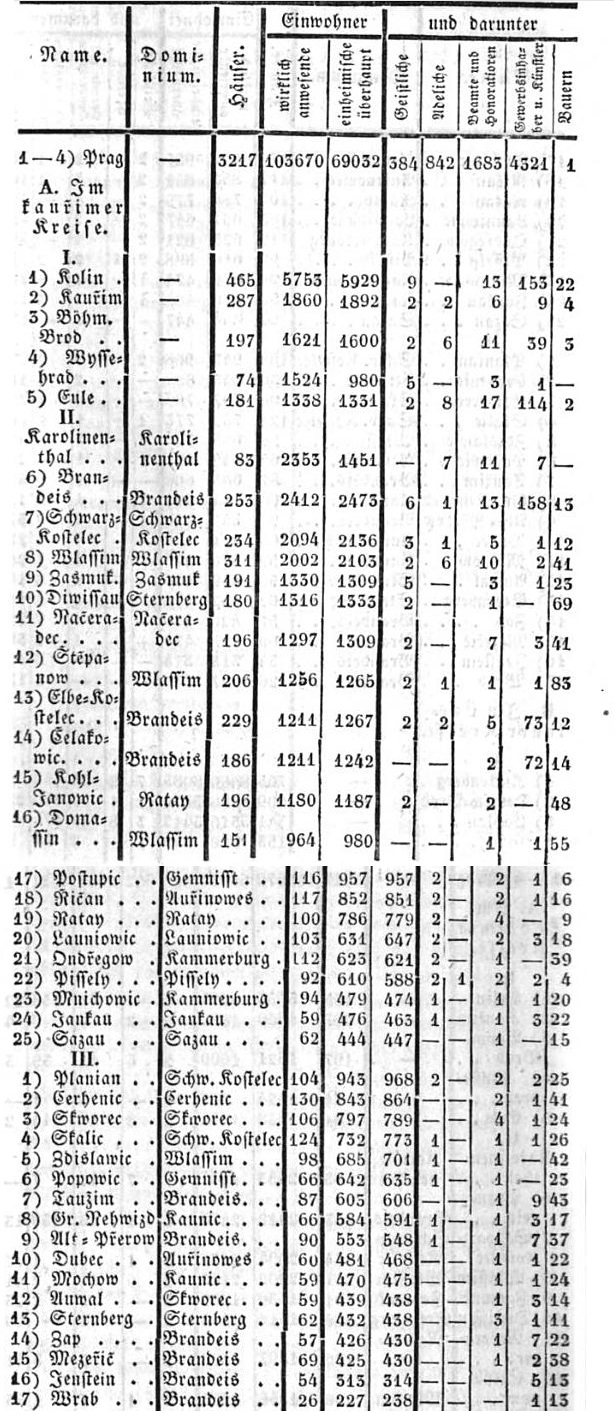
Obyvatelstvo Kouřimského kraje v roce 1830: I. města královská, II. města poddanská, III. městyse. Dále je zde uvedeno panství (dominium), počet budov, obyvatelstvo přítomné, domácí a další členění.

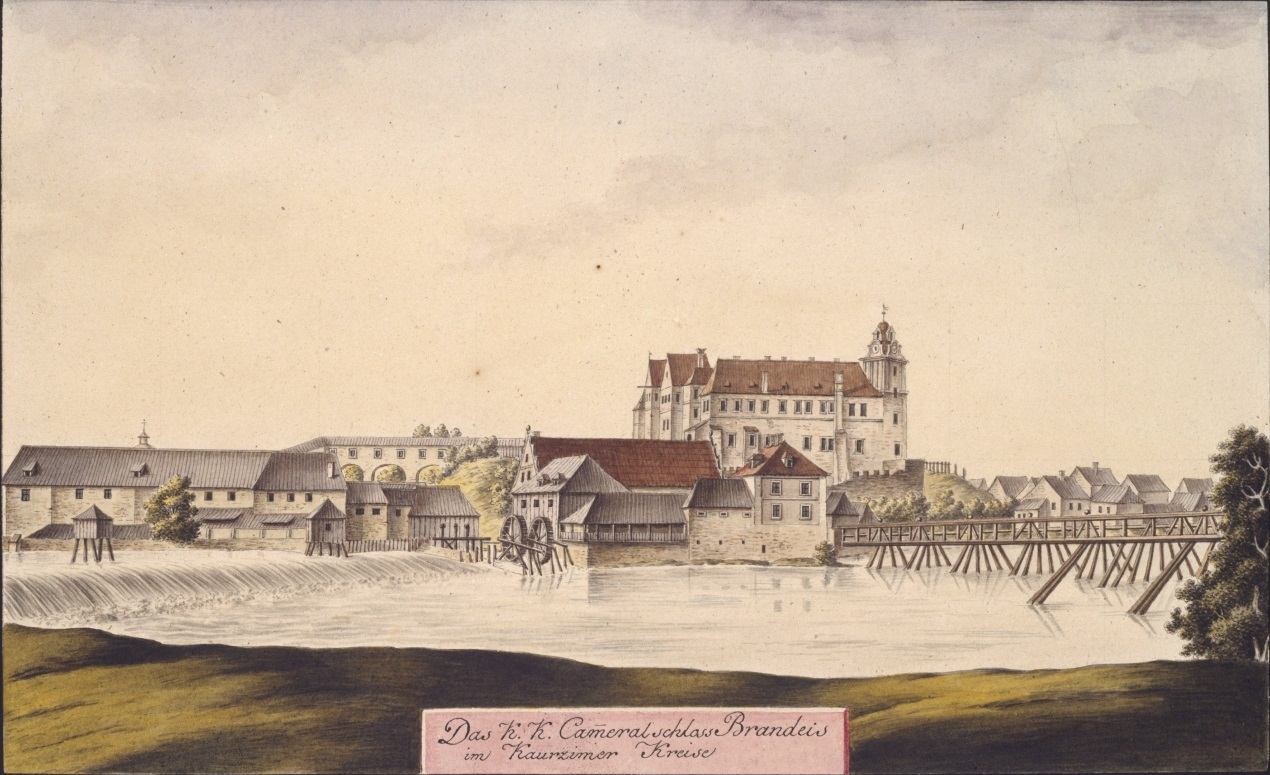
Zámek Brandýs nad Labem. Das k. K. Cameralschloss Brandeis im Kauřzimer Kreise von Joann Venuto.

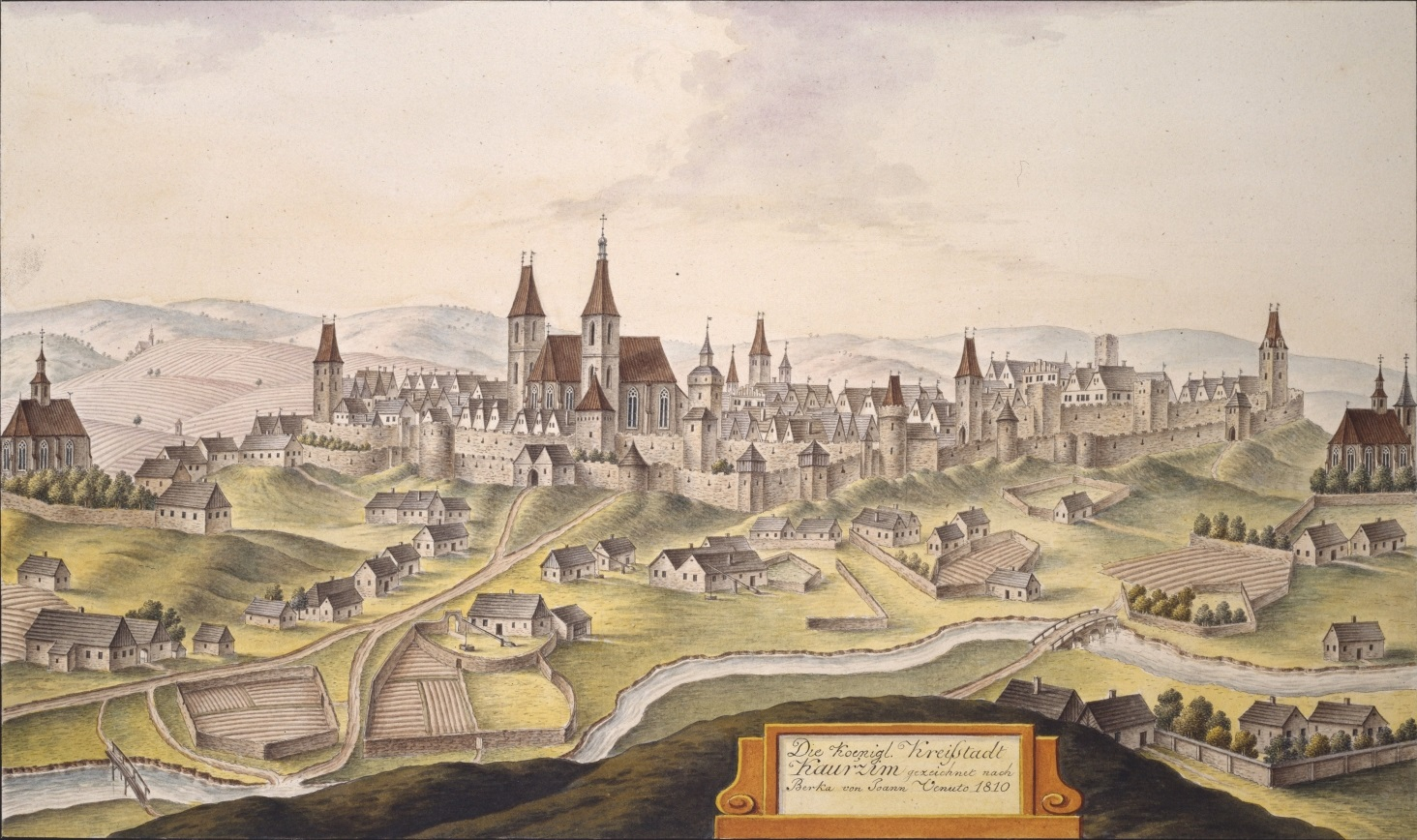
Kouřim. Die Koenigl. Kreisstadt Kauřzim gezeichnet nach Berka von Joann Venuto 1810.

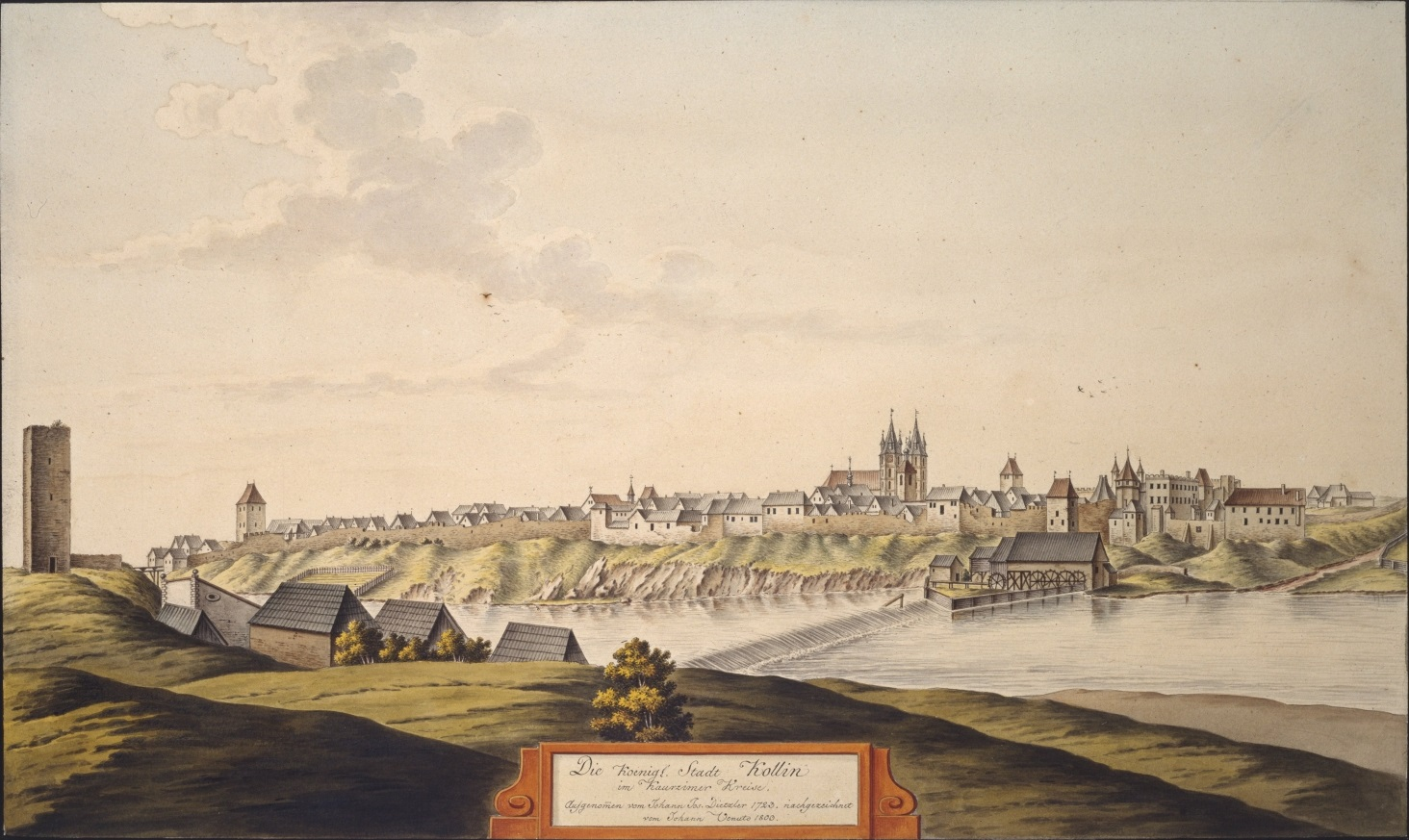
Kolín. Die koenigl. Stadt Kollin im Kaurzimer Kreise. Aufgenommen von Johann Jos. Dietzler 1723, nachgezeichnet von Joann Venuto 1803.

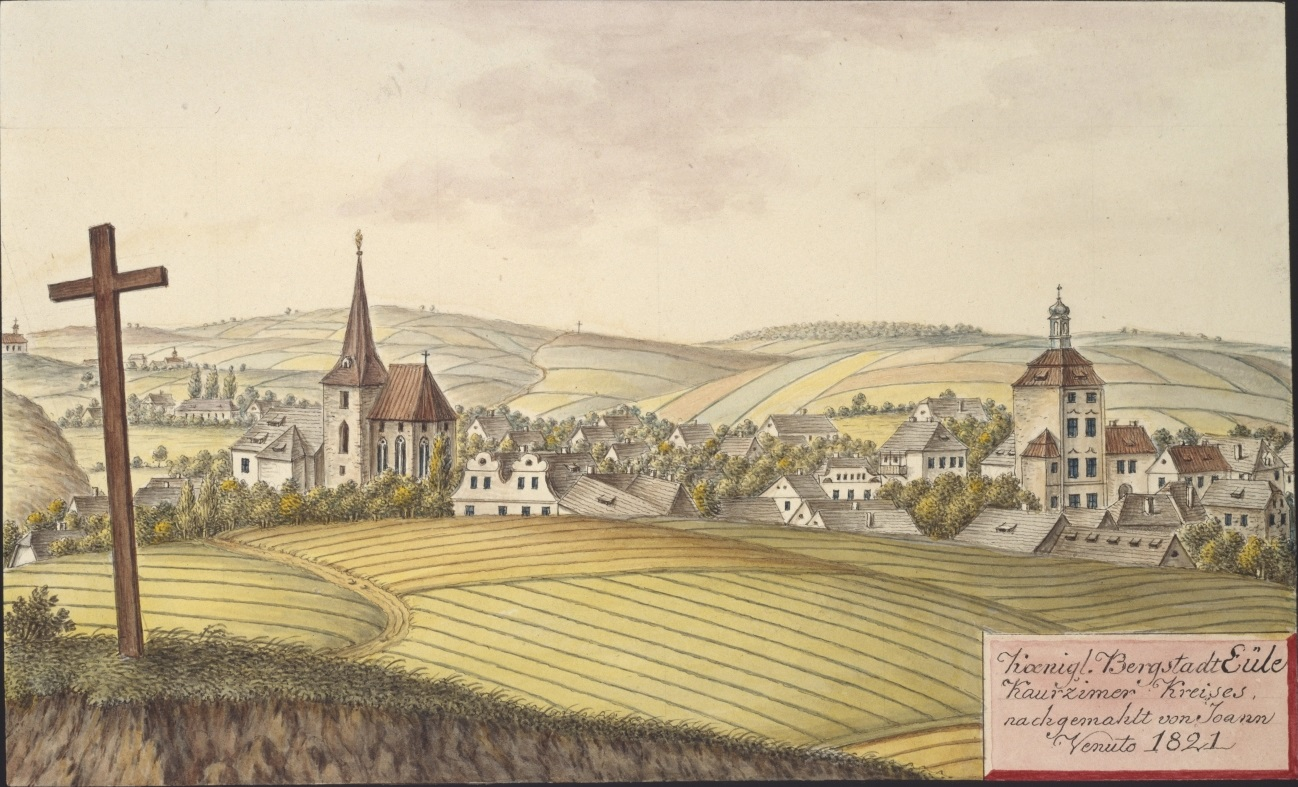
Jílové u Prahy. Koenigl. Bergstadt Eule, Kauřzimer Kreises nachgemahlt von Joann Venuto 1821.

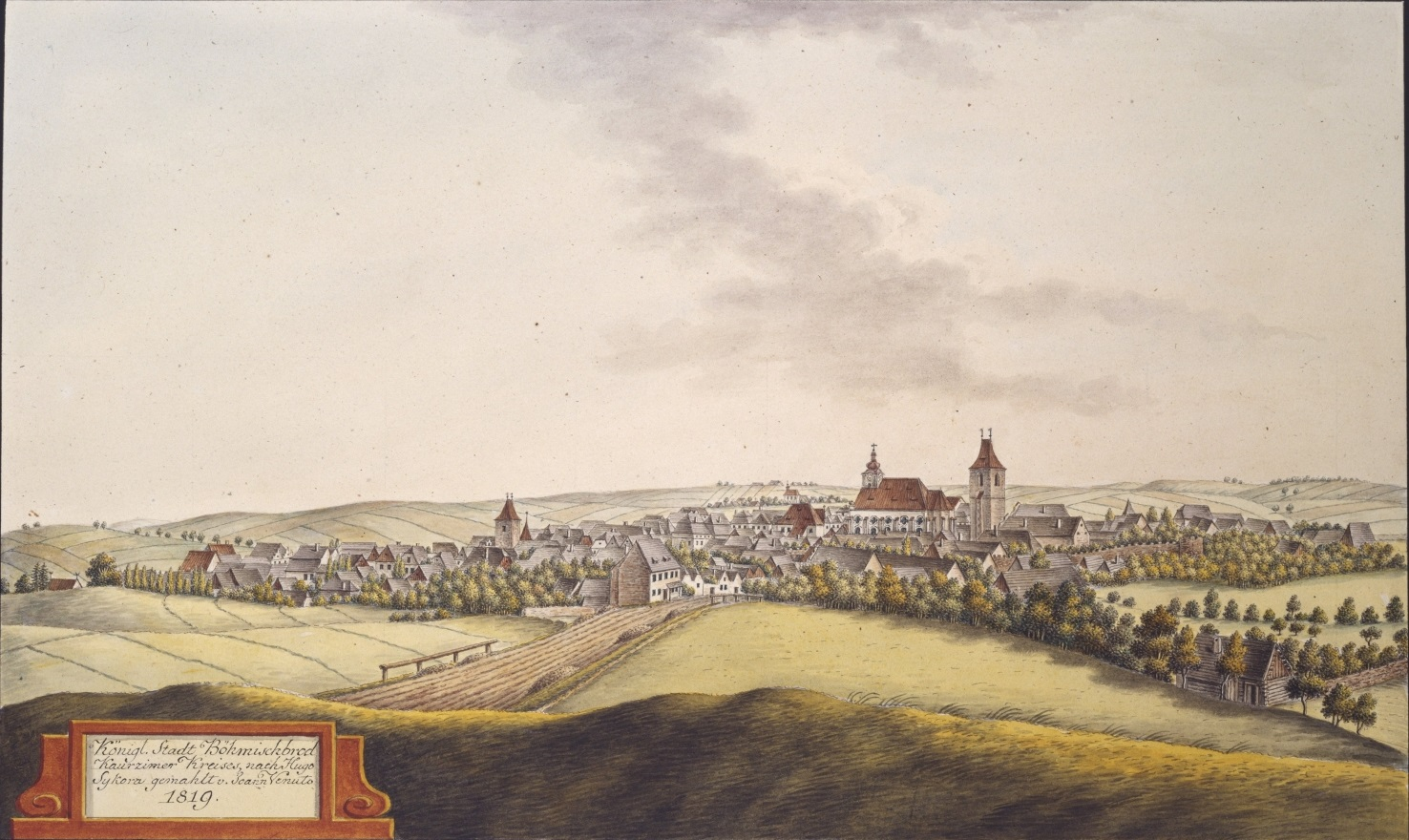
Český Brod. Königl. Stadt Böhmischbrod Kauřzimer Kreises, nach Hugo Sykora gemahlt v. Joann Venuto.

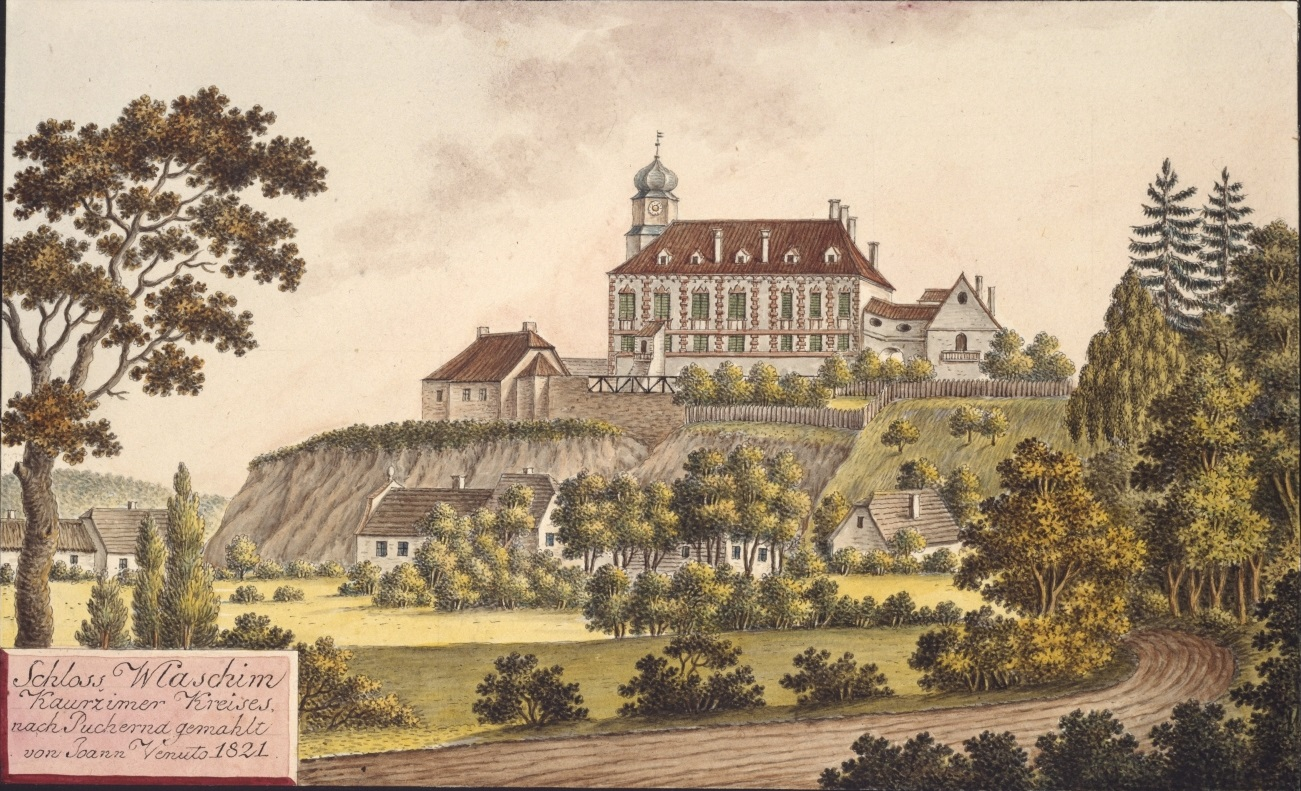
Zámek Vlašim. Schloss Wlaschim Kaurzimer Kreises nach Pucherna gemahlt von Joann Venuto 1821.

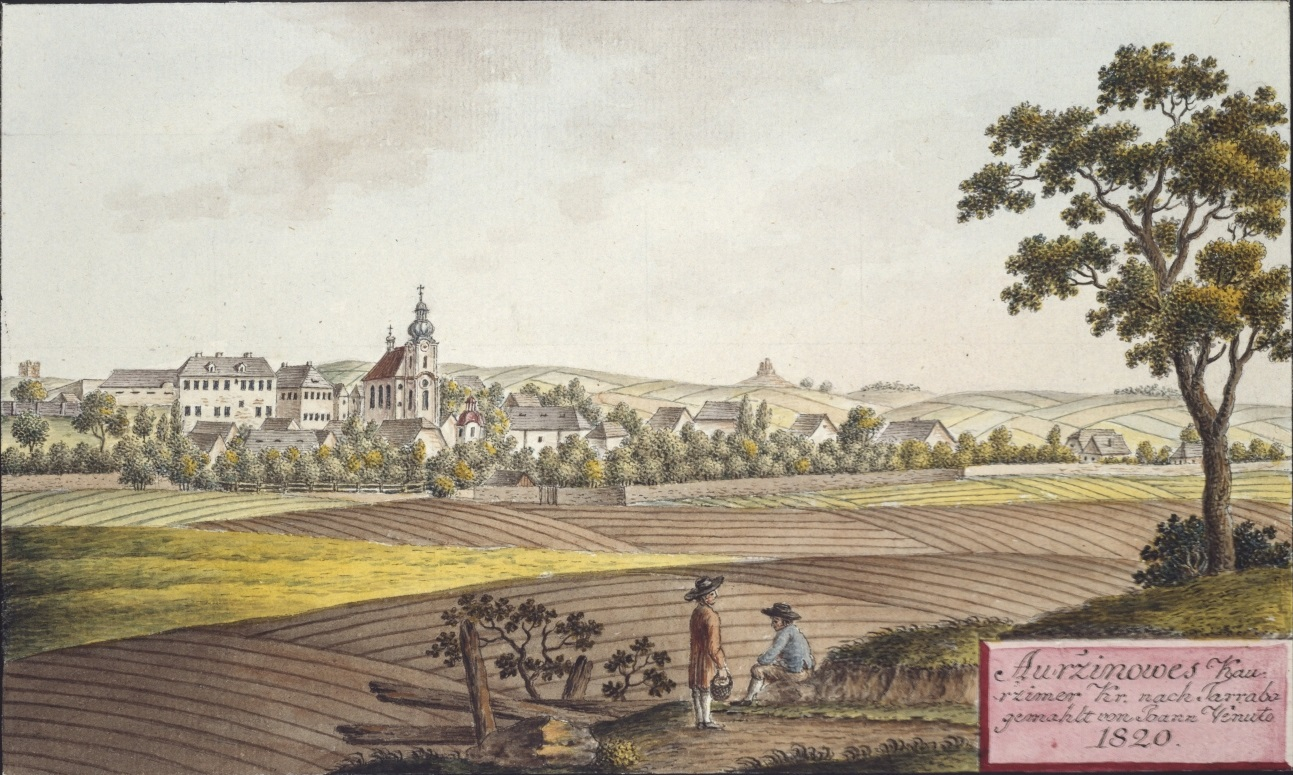
Uhříněves. Auržinowes Kaurzimer Kr. nach Tarraba gemahlt von Joann Venuto.

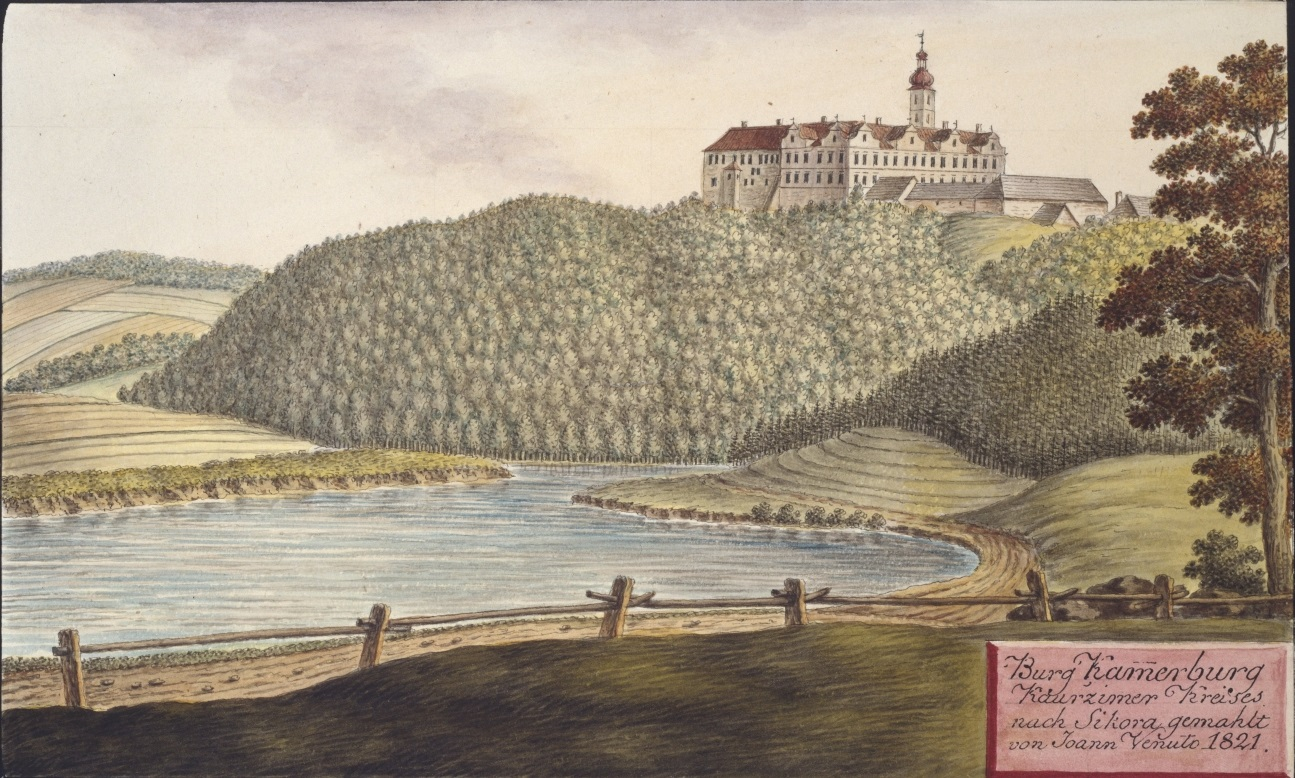
Komorní Hrádek. Burg Kammerburg Kauřzimer Kreises nach Sikora gemahlt von Joann. Venuto 1821.

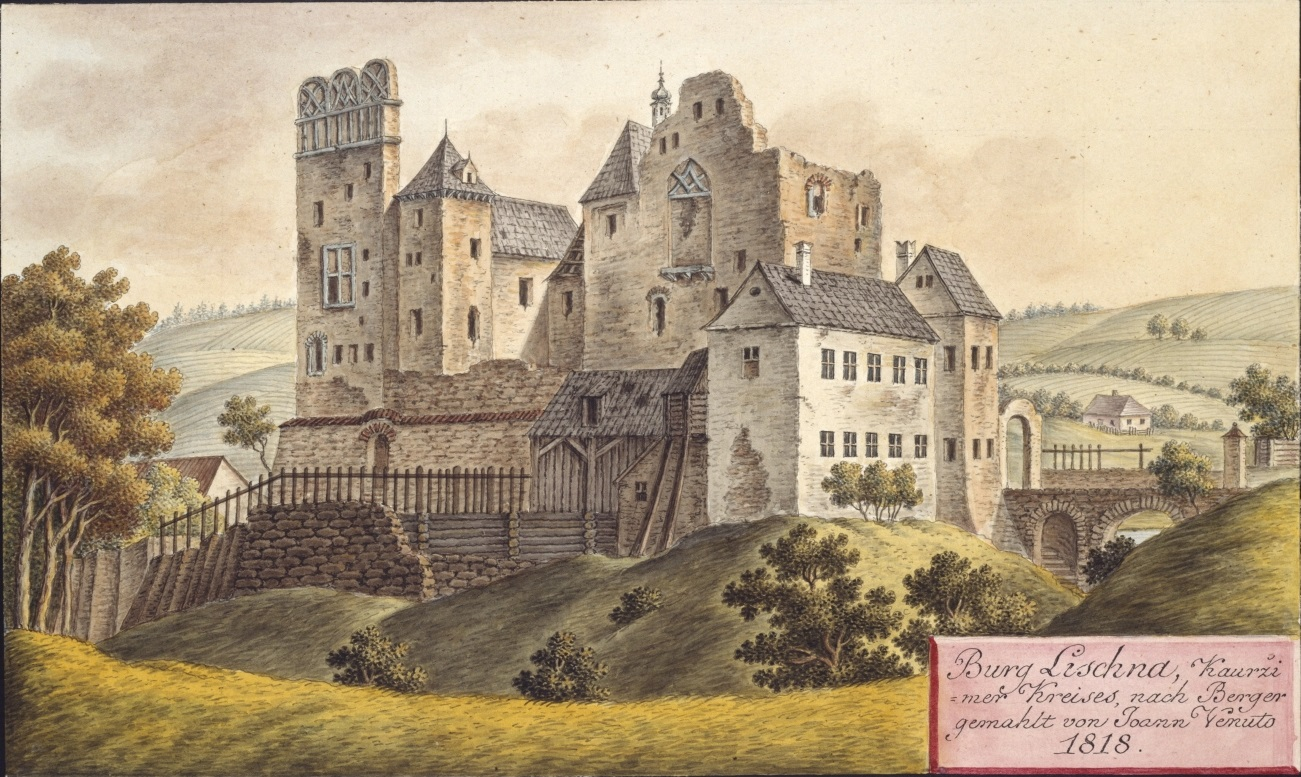
Líšno. Burg Lischna, Kauřzimer Kreises, nach Berger gemahlt von Joann Venuto 1818.

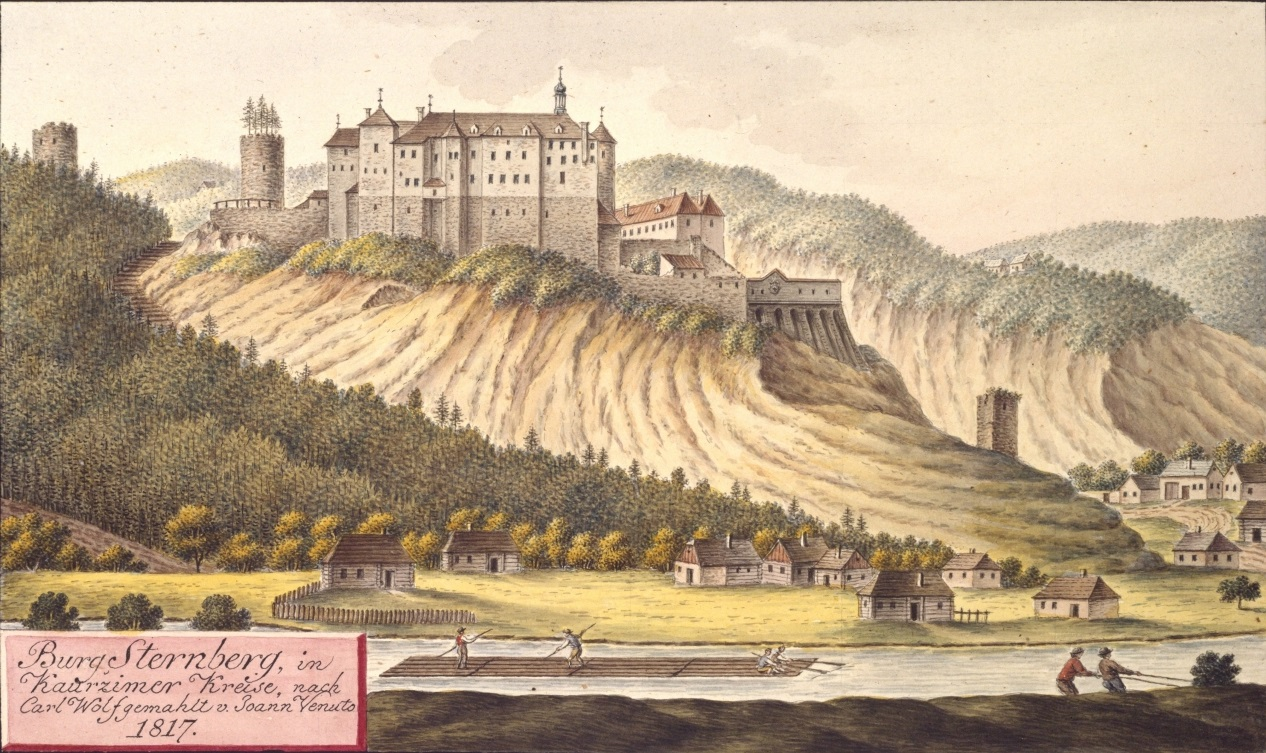
Český Šternberk. Burg Sternberg, in Kauržimer Kreise, nach Carl Wolf gemahlt v. Joann. Venuto 1817.

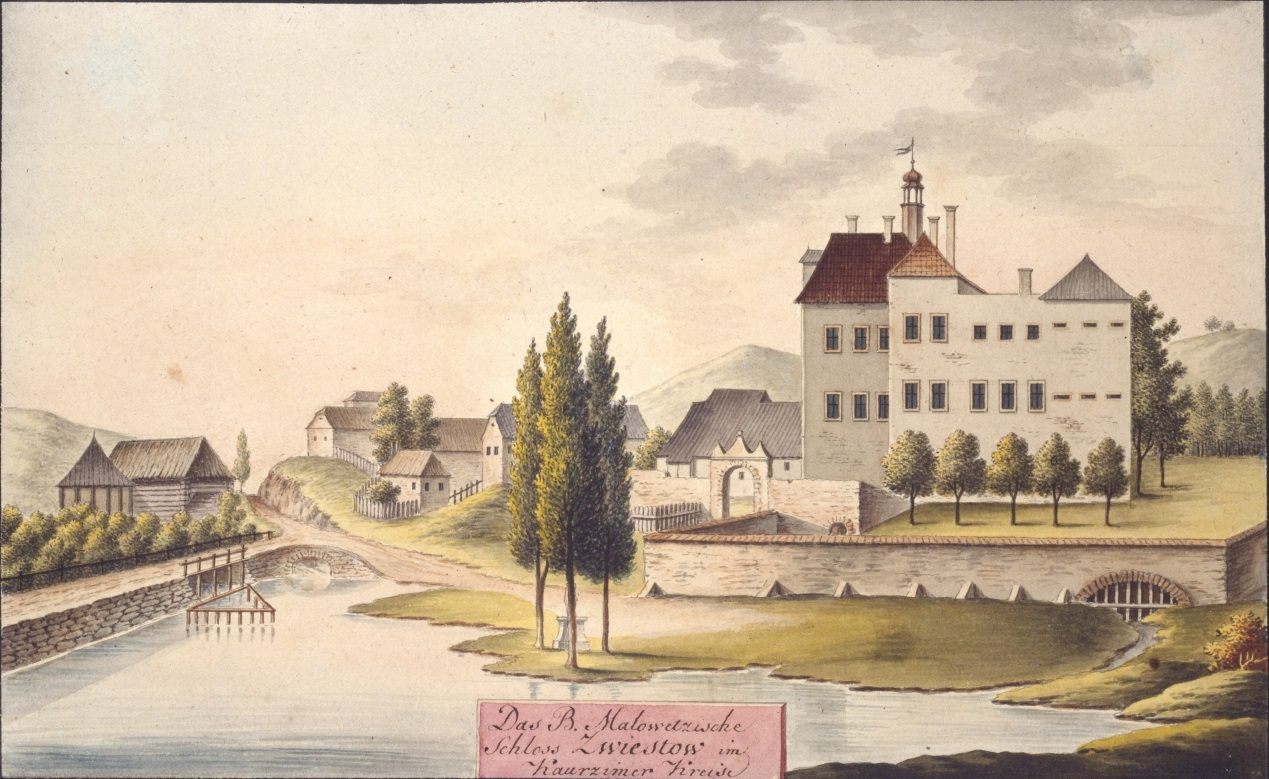
Zvěstov. Das B. Malowetzische Schloss Zwiestow im Kaurzimer Kreise von Joann Venuto.

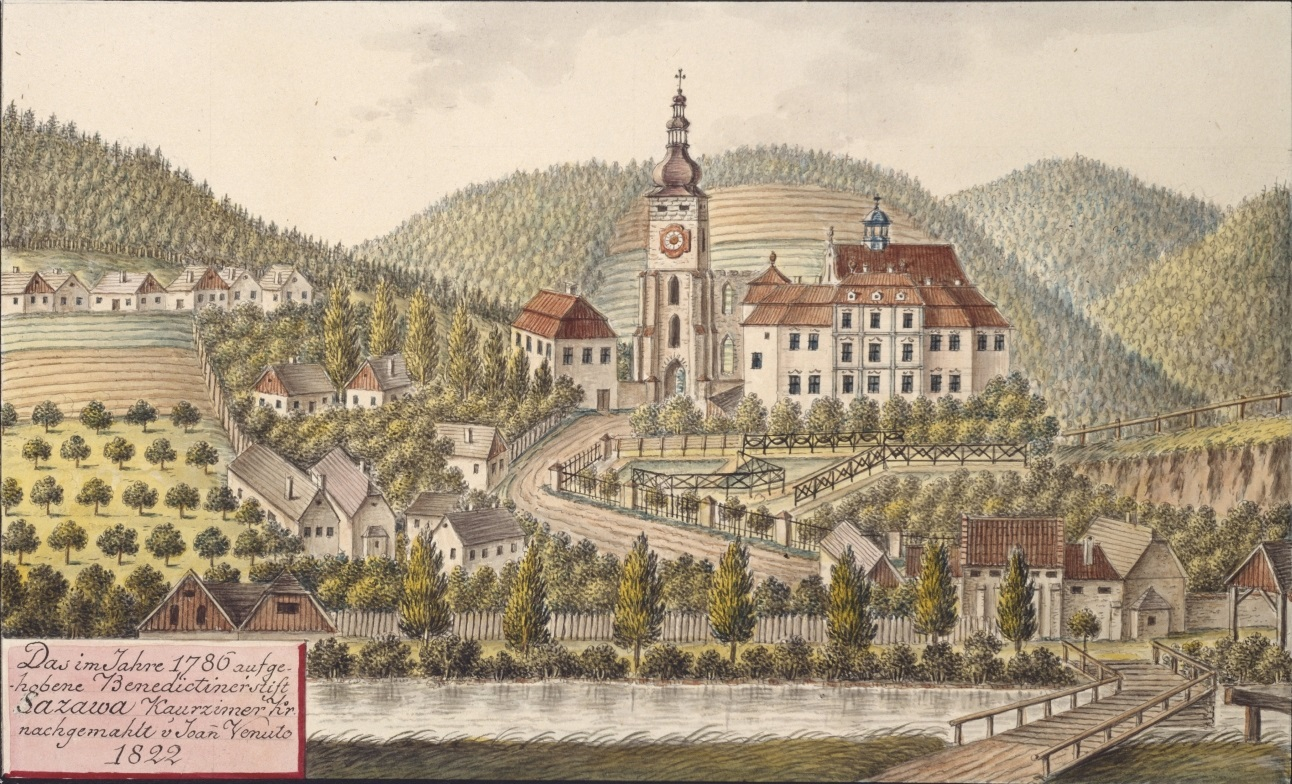
Sázavský klášter. Das im Jahre 1786 aufgehobene Benedictinerstift Sazawa Kaurzimer Kr. nachgemahlt v. Joan. Venuto 1822.

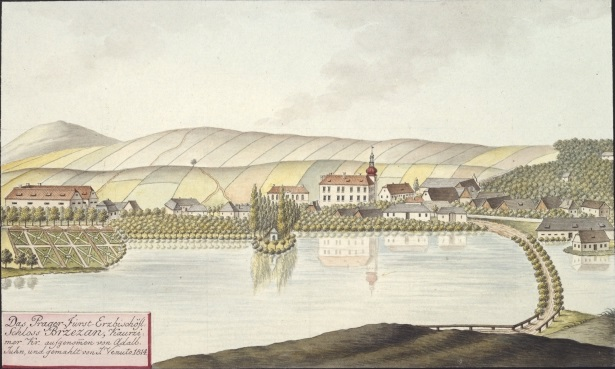
Dolní Břežany. Das Prager Fürst-Erzbischöfl. Schloss Brzezan, Kauřzimer Kr. aufgenommen von Adalb. Juhn, und gemahlt von J. Venuto 1814.

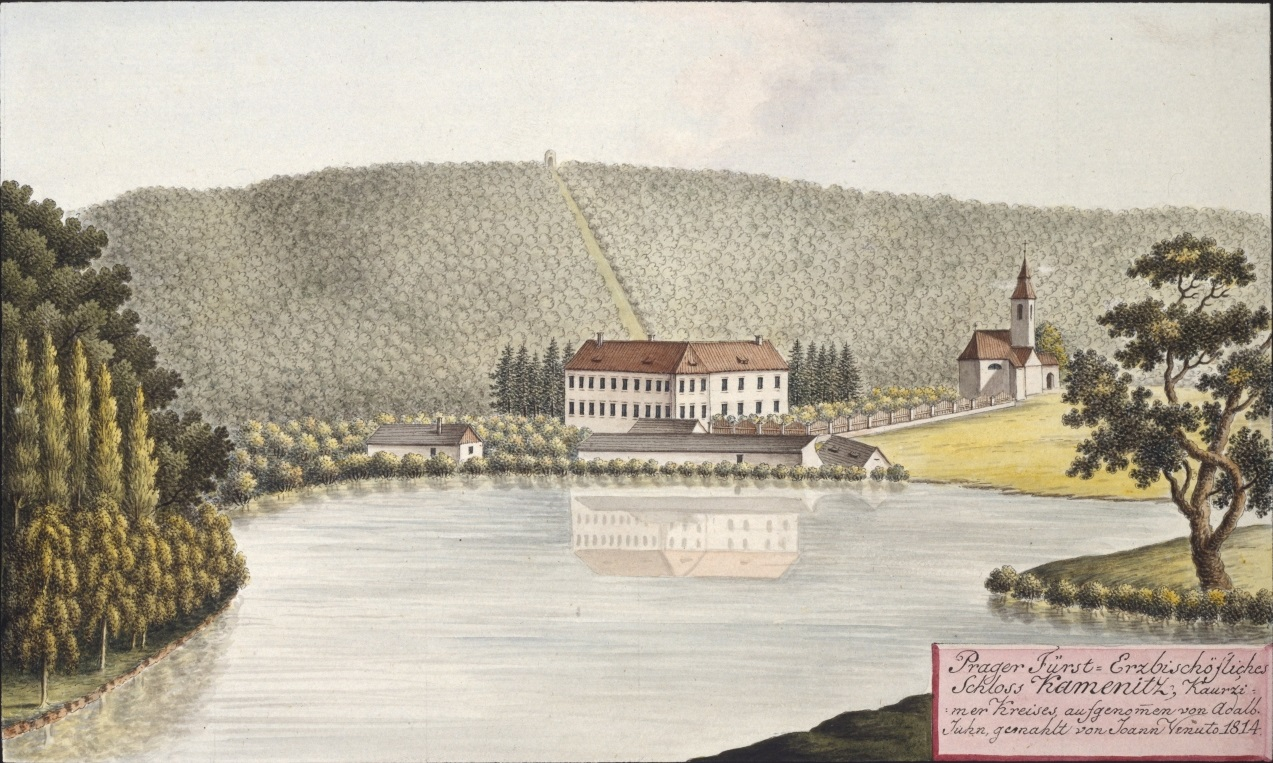
Kamenice. Prager Fürst-Erzbischöfliches Schloss Kamenitz, Kauřzimer Kreises, aufgenommen von Adalb. Juhn, gemahlt von Joann Venuto 1814.

### Města
| Jméno města       | stav                                       | obyvatel roku 1702* | počet budov roku 1830 | obyvatelstvo přítomné roku 1830 | obyvatelstvo domácí roku 1830 |
| ----------------- | ------------------------------------------ | ------------------- | --------------------- | ------------------------------- | ----------------------------- |
| Kolín**           | královské město                            | 1122**              | 465                   | 5753                            | 5929                          |
| Brandýs nad Labem | poddanské, komorní město, panství Brandýs  | 663                 | 253                   | 2412                            | 2473                          |
| Vlašim            | poddanské, panské město, panství Vlašim    |                     | 311                   | 2002                            | 2103                          |
| Kouřim            | královské město                            | 461                 | 287                   | 1860                            | 1892                          |
| Benešov           | poddanské, panské město, panství Konopiště |                     | 246                   | 1809                            | 1892                          |
| Český Brod        | královské město                            | 416                 | 197                   | 1621                            | 1600                          |
| Jílové u Prahy    | královské horní město                      | 219                 | 181                   | 1338                            | 1331                          |
| Vyšehrad          | královské město                            | 174                 | 74                    | 1524                            | 980                           |

(* roku 1702 jsou obyvatelé nad 10 let) (** Kolín a ves Tři Dvory sečteny dohromady roku 1702)

### Městečka
| Jméno městečka            | stav                                                           | počet budov roku 1830 | obyvatelstvo přítomné roku 1830 | obyvatelstvo domácí roku 1830 |
| ------------------------- | -------------------------------------------------------------- | --------------------- | ------------------------------- | ----------------------------- |
| Kostelec nad Černými Lesy | poddanské, komorní městečko, panství Kostelec nad Černými Lesy | 234                   | 2094 (373 roku 1702)            | 2136                          |
| Divišov                   | poddanské, panské městečko, panství Český Šternberk            | 180                   | 1316                            | 1333                          |
| Zásmuky                   | poddanské, panské městečko, panství Zásmuky a Malotice         | 191                   | 1330                            | 1309                          |
| Načeradec                 | poddanské, rytířské městečko, statek Načeradec                 | 196                   | 1297 (152 roku 1702)            | 1309                          |
| Kostelec nad Labem        | poddanské, komorní městečko, panství Brandýs                   | 229                   | 1211                            | 1267                          |
| Trhový Štěpánov           | poddanské, panské městečko, panství Vlašim                     | 206                   | 1256                            | 1265                          |
| Čelákovice                | poddanské, komorní městečko, panství Brandýs                   | 186                   | 1211 (302 roku 1702)            | 1242                          |
| Uhlířské Janovice         | poddanské, panské městečko, panství Český Šternberk            | 196                   | 1180                            | 1187                          |
| Stará Boleslav            | poddanské, komorní městečko, panství Brandýs                   | 131                   | 1276                            | 985                           |
| Domašín (Vlašim)          | poddanské, panské městečko, panství Vlašim                     | 151                   | 964                             | 980                           |
| Plaňany                   | poddanské, panské městečko, panství Plaňany a Nupaky           | 104                   | 943                             | 968                           |
| Cerhenice                 | poddanské, panské městečko, statek Cerhenice                   | 130                   | 843                             | 864                           |
| Říčany                    | poddanské, komorní městečko, panství Uhřiněves                 | 117                   | 852                             | 851                           |
| Škvorec                   | poddanské, komorní městečko, panství Škvorec                   | 106                   | 797                             | 789                           |
| Rataje nad Sázavou        | poddanské, panské městečko, panství Rataje nad Sázavou         | 100                   | 786                             | 779                           |
| Stříbrná Skalice          | poddanské, komorní městečko, panství Kostelec nad Černými Lesy | 124                   | 732                             | 773                           |
| Bystřice                  | poddanské, panské městečko, panství Lišenské a Olbramovské     | 112                   | 736                             | 768                           |
| Zdislavice                | poddanské, panské městečko, panství Vlašim                     | 98                    | 685                             | 701                           |
| Louňovice pod Blaníkem    | poddanské, panské městečko, statek Louňovice pod Blaníkem      | 103                   | 631 (162 roku 1702)             | 647                           |
| Popovice                  | poddanské, rytířské městečko, statek Popovice                  | 66                    | 642                             | 635                           |
| Ondřejov                  | poddanské, panské městečko, panství Komorní Hrádek             | 112                   | 623                             | 621                           |
| Lázně Toušeň              | poddanské, komorní městečko, panství Brandýs                   | 87                    | 603                             | 606                           |
| Nehvizdy                  | poddanské, panské městečko, panství Kounice                    | 66                    | 584                             | 591                           |
| Kamberk                   | poddanské, panské městečko, statek Kamberk                     | 94                    | 579                             | 589                           |
| Přerov nad Labem          | poddanské, komorní městečko, panství Brandýs                   | 90                    | 553                             | 548                           |
| Mochov                    | poddanské, panské městečko, panství Kounice                    | 59                    | 470                             | 475                           |
| Mnichovice                | poddanské, panské městečko, panství Komorní Hrádek             | 94                    | 479                             | 474                           |
| Jankov                    | poddanské, panské městečko, panství Jankov                     | 59                    | 476                             | 463                           |
| Sázava                    | poddanské, panské městečko, panství Komorní Hrádek             | 62                    | 444                             | 447                           |
| Úvaly                     | poddanské, komorní městečko, panství Škvorec                   | 59                    | 439                             | 438                           |
| Český Šternberk           | poddanské, panské městečko, panství Český Šternberk            | 62                    | 432                             | 438                           |
| Zápy                      | poddanské, komorní městečko, panství Brandýs                   | 57                    | 426                             | 430                           |
| Mečeříž                   | poddanské, komorní městečko, panství Brandýs                   | 69                    | 425                             | 430                           |
| Jenštejn                  | poddanské, komorní městečko, panství Brandýs                   | 54                    | 313                             | 314                           |
| Vrábí                     | poddanské, komorní městečko, panství Brandýs                   | 26                    | 227                             | 238                           |
| Klecany                   | poddanské, panské městečko, statek Klecany                     |                       |                                 |                               |
| Chlumín                   | poddanské, rytířské městečko, statek Chlumín                   |                       | 301 (roku 1702)                 |                               |

(* roku 1702 jsou obyvatelé nad 10 let)

## Panství v kraji roku 1654
Místa v kraji Kouřimském z roku 1654, označená v berní rule tohoto kraje jako panství a statky.
| Pořadí | stav     | majitel | Seznam měst, městysů a vsí | osedlost |
| ------ | -------- | --- | --- | -------- |
| 1      | Panský   | Vlašim, panství Vilíma Františka z Talmberg | Město Vlaším, městys Domašín, městys Zdislavice, Ctiboř, Pavlovice, Kladruby, Římovice, Bolina, Vracovice, Kondrac, Dub, Ostrov, Veliš, Hrzín, Ratměřice, Hradiště, Znosim, Městečko, Čelivo, Radošovice, Hrazená Lhota, Rataje, Chlum, Javorník, Sedmpány, Polánka, Tehov | 306,625  |
| 2      | Panovník | Brandýs nad Labem, panství J. M. císařské | Město Brandýs nad Labem, městys Stará Boleslav, městys Kostelec nad Labem, městys Čelakovice, městys Lázně Toušeň, městys Zápy, městys Vrábí, městys Přetov nad Labem, městys Jenštejn, městys Mečeříž, Ostrov, Mstětice, Svémyslice, Dřevčice, Popovice, Starý Brázdim, Brázdim, Veliký Brázdim, Polerady, Záryby, Nová Ves, Čakovičky, Jiřice, Rudeč, Malá Rudece, Kozly, Tišice, Chrást, Všetaty, Čečelice, Nedomice, Ovčáry, Křenek, Lhota, Konětopy, Sudovo Hlavno, Kostelní Hlavno, Hlavenec, Skorkov, Sobětuchy, Tuřice, Sojovice, Předměřice nad Jizerou, Kochánky, Chotětov, Sedlčánky, Starý Vestec, Semice, Velenka, Třebestovice | 284,375  |
| 3      | Panovník | Kostelec nad Černými Lesy, panství J. M. císařské                                                                                              | městys Kostelec nad Černými Lesy, městys Stříbrná Skalice, Brník, Dobré Pole, Oleška, Smrk, Cukmantl, Bohumil samota u Jevan, Svatbín, Přehvozdí, Tuchoraz, Masojedy, Doubravčice, Štíhlice, Bohouňovice II., Barchovice, Radlice, Hryzely, Vyžlovka, Louňovice, Srbín, Horní Kruty, Přestavlky, Chlum, Mělník, Újezdec, Svojetice, Černé Voděrady, Tehovec, Vojkov samota u Tehovce, Oplany, Bílče, Čeřenice, Tehov, Kostelní Střimelice, Mukařov, Žernovka, Světice, Menčice, Klokočná, Všestary, Bylany, Chrašťany, Límuzy, Břežany, Lstiboř, Klučov, Poříčany, Hořany, Žhery, Skramníky, Chotouň, Lipany, Dobřichov, Pečky, Vrbčany, Konojedy, Jevany, Kozojedy, Výžerky, Nučice, Prusice, Hřiby, Vitice, Močedník, Liblice, Břežany, samota na Lhotce zaniklá, Mrzky, Horní Chvatliny, Nesměň, Třemošnice, Běšinov dvůr | 280,75   |
| 4      | Panský   | Komorní Hrádek nad Sázavou, panství Viktorýna hraběte z Valštejna                                                                              | | 246      |
| 5      | Panský   | Český Šternberk, panství Václava hraběte Šternberka                                                                                            | městys Divišov, městys Trhový Štěpánov, městys Uhlířské Janovice, městys Český Šternberk, Lbosín, Měchnov, Drahňovice, Otryby, Všechlapy, Libež, Zdebuzeves, Střechov nad Sázavou, Tichonice, Nemíž, Dalkovice, Dalovy, Radonice, Soběšín, Slověnice, Podveky, Vysoká Lhota, Janovická Lhota, Kácovec, Licoměrsko, Vranice, Štěpánovská Lhota, Štěpánov, Dubějovice, Šternov, Dubovka, Čeřenice, Poříčko samota u obce Čeřenice, Křešice, Litichovice | 215,25   |
| 6      | Panovník | Kolín, panství J. M. císařské | Starý Kolín, Nová Ves, Libenice, Křechoř, Grunta, Sendražice, Ovčáry, Býchory, Jestřábí Lhota, Němčice, Lžovice, Ohaře, Sány, Opolany, Velký Osek, Kanín, Hradišťko, Podbřeží, Dolany | 117,375  |
| 7      | Panský   | Plaňany a Nupaky, panství knížete Karla Eusebia z Lichtenštejna                                                                                | městys Plaňany, Vrátkov, Tismice, Vitice, Chotýš, Sedliště samota u Chotýše, Syneč, Sluštice, Pnětluky, Horní Měcholupy, Dolní Měcholupy, Dubeč, Krupá, Přistoupim, Ždánice, Liblice, Cerhýnky, Nová Ves, Pečky 3díl, Přebozy, Štolmíř, Žhery, Královice | 100,875  |
| 8      | Panský   | Konopiště, panství hraběte Václava Michny | Město Benešov u Prahy, Bedrč, Petroupim, Dlouhé Pole, Boušice, Nechyba, mlýn pod městem, Plíhalův mlýn, Rackův mlýn, Myslič, Poříčí nad Sázavou, Kácova Lhota, Petroupim, Sembratec, Žíňany, Bedrč, Myslič, Dolní Podhájí samota u Mysliče, Kozmice, Vlkov, Kácova Lhota, Nespeky, Poříčí nad Sázavou, Čakovice, Městečko, Babice, Ládvec, Těptín, Krhanice, Prosečnice, Řehenice, Dolní Požáry | 84,875   |
| 9      | Městský  | Kolín, královské město | Město Kolín a ves Tři Dvory | 83,125   |
| 10     | Městský  | Kouřim, královské krajské město | Město Kouřim | 82,25    |
| 11     | Panský   | Jankov, panství Jana staršího z Tallmberga | městys Jankov, Otradovice, Jiřín, Pecínov, Čestín, Postupice, Milanovice, Želichov, Holčovice, Bedřichovice, Skrýšov, Čelivo, Pičín, Lažany, Ondřejovice, Vlastišov, Jankovská Lhota | 81,875   |
| 12     | Panský   | Líšno a Olbramovice, panství. Rozdílným vrchnostem. Anna Albertina z Říčan, dcera Vikt. Dor. Roz. Ilowová a její manžel Josef Priami z Rovorat | městys Bystřice, Radošovice, Mokrá Lhota, Cirhovice, Boušice, Dlouhé Pole, Jinošovice, Horní Podhájí, Babčice, Nová Ves, Jezviny samota u Pozova, Miroslav, Chudlaz, samota u Nové Vsi, Pozov, Nové Dvory splynuly s Opřeticemi, Opřetice, Vrbětín, Tomice, Nesvačily, Tvoršovice, Ouběnice, Jiřín, Mlýny | 79,625   |
| 13     | Panský   | Mrač, statek hraběnky z Vrbna (Alžběta Polixena)                                                                                               | Mrač, Phov, Lštení, Javorník. Žíňany, Žíňánky, Čerčany, Mezihoří, Petroupim, Soběhrdy, Kochánov, Zderadiny, Kácova Lhota, Dlouhé Pole, Boušice, Poříčí nad Sázavou, Myslič, Městečko, Větrov, Spálený mlýn | 75,75    |
| 14     | Panovník | Uhříněves, panství J. M. Císařské | městys Říčany, Kunice, Březí, Křenice, Strašín, Pacov, Janovický les, Radošovice, Přestavlky, Otice, Svojšovice, Zděbrady, Voděrádky, Pitkovice, Lipany, Kuří, Tehovičky, Kolovraty, Sibřina, Újezd nad Lesy, Koloděje, Běchovice, Uhřiněves, Královice, Stupice, Hájek | 73,125   |
| 15     | Panský   | Rataje nad Sázavou, panství Františka Vilíma z Talmberka                                                                                       | městys Rataje nad Sázavou, Ledečko, Talmberk, Karlovice zaniklý dvůr u Chrastné, Čekanov, Chrastná, Úžice, Smilovice, Staňkovice, Mirošovice, Opatovice, Makolusky, Podveky, Ježovice, Zbizuby, Malovidy, Kozojedy zaniklý dvůr u Ratají, Vavřinec, Chmeliště, Bláto, Vraník | 66,125   |
| 16     | Panský   | Dolní Břežany, statek Václava hraběte z Macínova (Michna z Vacínova)                                                                           | Dolní Břežany, Lhota, Cholupice, Modřany, Písnice, Vestec, Zdiměřice, Hodkovice, Dolní Jiřčany, Skalsko, Luka, Petrov, Sázava, Oleško, Zvole, Okrouhlo, Zahořany, Libeň, Libeř, Ohrobec, Kamenná Vrata, Bohuliby, Pohoří, Obora samota u Bohulib | 61       |
| 17     | Panský   | Louňovice pod Blaníkem, statek Karla z Říčan                                                                                                   | městys Louňovice pod Blaníkem, Křížov, Karhule, Býkovice, Hrajovice, Odlochovice, Podolí, Nosákov, Rejkovice | 49,375   |
| 18     | Panský   | Kamberk, statek Maxmiliana Švandy. | městys Kamberk, Předbořice, Hrnčíře, Pravětice, Daměnice, Skrýšov, Chocov | 47,875   |
| 19     | Duchovní | Michle, statek Doctorův Koleje Karolinské | Michle, Psáry, Dobříčkov, Lhota, Tatouňovice, Čakov, Krymlov, Doubek, Horní Počernice, Baštěk, Čertousy, Postřižín | 46,875   |
| 20     | Městský  | Jílové u Prahy, královské horní město | Město Jílové u Prahy | 45,5     |
| 21     | Panský   | Kounice, panství hraběte Broje (Filip hr. Spinola z Bruay)                                                                                     | městys Nehvizdy, městys Mochov, Kounice, Vykáň, Kozovazy, Vyšehořovice, Černíky, Tlustovousy, Horoušany, Břiství, Nehvízdky | 42,75    |
| 22     | Rytířský | Zvěstov, statek Kateřiny Keyssersteynové | Zvěstov, Šlaponov, Hlohov, Ramena, Laby, Libouň, Světlá, Bořkovice | 42,25    |
| 23     | Rytířský | Načeradec, statek dědicův Dvořeckých | městys Načeradec, Olešná, Vráčkovice, Buková, Tisek, Marviště samota u Načeradce, Mlejnce zaniklá ves u Načeradce, Stojslavice, Zálesí dvůr a myslivna u Olešné, Pravětice, Daměnice, Častrovice, dvůr Jizbice u Olešné | 40,375   |
| 24     | Duchovní | Panenské Břežany, statek panny kněžny z sv. Jiří na hradě Pražském                                                                             | Panenské Břežany, Dolínek, Bořanovice, Sedlec, Předboj, Kozárovice, Zálezlice, Čenkov, Radějovice, Čenětice, Psáry, Bukol | 38,625   |
| 25     | Panský   | Obříství a Lobkovice, statek knížete vladaře domu Lobkovského (Václava Eusebia)                                                                | Obříství, Libiš, Dušníky, Semilkovice, Kly, Kopeč, Lobkovice, Mlékojedy, Byškovice, Neratovice, Kojetice, Bukol | 38,25    |
| 26     | Panský   | Vesnice k úřadu nejv. Purkrabství Pražského | Kbely 2.díl, Vojkovice 2.díl, Bohnice, Troja 2.díl, Olešky, Popovičky 2.díl, Babice, Kuří 2.díl, Lipany 2.díl, Dušníky nad Vltavou 2.díl, Drasty, Hostivař | 36,25    |
| 27     | Panský   | Zásmuky a Malotice, panství Vratislava Šternberka                                                                                              | městys Zásmuky, Skvrňov, Nesměň, Horní Chvatliny, Dolní Chvatliny, Sobočice, Malotice, Doubravčany, Barchovice, Mlékovice, Vršice, Toušice, Lhotky, Hryzely | 35,875   |
| 28     | Městský  | Český Brod, královské město | Město Český Brod | 35       |
| 29     | Panský   | Pyšely, statek Leopolda Jakuba Holyvajla | Pyšely, Zaječice, Pětihosty, Borova Lhota, Malešín, Barochov, Zálešany zaniklá ves u Nové Vsi, Kovařovice, Nespeky, Hvozdec, Vavřetice, Babice, Nestařice, Božešice zaniklá Myslivna u Babic, Ládvec, Řehenice, Městečko, Poříčí nad Sázavou, Na Košíku samota u Vavřetic | 33,375   |
| 30     | Panský   | Libeň, panství hraběte Nostyce (Jan Hertvík)                                                                                                   | Libeň, Kobylisy, Dolní Chabry, Líbeznice, Měšice, Čimice, Bášť, Vysočany, Holešovice | 31       |
| 31     | Panovník | Škvorec, panství J. M. císařské | městys Škvorec, městys Úvaly, Hradešín, Květnice, Dobročovice, Břežany, Horky, Tuklaty, Přímasy, Rostoklaty, Límuzy, Skřivany | 27,25    |
| 32     | Panský   | Radim, panství Kateřiny Pertoltový | Radim, Chotutice, Tatce, Velké Chvalovice, Pečky, Žábonosy, Miškovice | 26,625   |
| 33     | Rytířský | Lojovice, statek Evrly z Pornthalu | Lojovice, Křivá Ves, Mokřany, Kostelec u Křížků, Radějovice, Radimovice, Řepčice, Herink | 24,625   |
| 34     | Duchovní | Kšely, statek probošta hradu pražského | Dolní Kšely, Přistoupim, Chotyš, Zlonín, Veltěž, Zlončice, Dušníky nad Vltavou | 23,625   |
| 35     | Duchovní | Jesenice, statek. K záduší Velkého sv. Štěpána na Rybníčkách v Novém Městě pražském                                                            | Jesenice, Doubravice, Modletice | 22,375   |
| 36     | Rytířský | Popovice, statek Františka Manervio | městys Popovice, Mladovice, Vojslavice, Kondratice, Věžníčky, Kamenná Lhota, Dlouhé Pole, Hvozlice u Popovic | 21,125   |
| 37     | Panský   | Červený Hrádek, panství Jana Salazara | Červený Hrádek, Poďousy, Pučera, Mančice, Solopysky, Lošánky, Církvice, Rašovice | 21       |
| 38     | Rytířský | Vitanovice, statek Jáchyma Špulíře | Vítanovice, Javor, Zahrádka, Spáleniště, Vrcholtovice,Vyšetice, Na Kabátě samota u Vyšetic, Kříženec, Křekovická Lhota, Jekov, Křekovice, Vilice, Kříženec u Hrnčíř | 20,25    |
| 39     | Městský  | Vesnice Šefmistrův Kutné Hory | Lošany, Lošánky, Zibohlavy, Kutlíře, Poboří, Blinka | 20,25    |
| 40     | Panský   | Cerhenice, statek Vilíma Voldřicha Střely. | městys Cerhenice, Ratenice, Radímek, Blinka, Nučice | 19,5     |
| 41     | Duchovní | Všechromy, statek panny převory u sv. Anny v Starém Městě pražském                                                                             | Všechromy, Křeslice, Křížkový Újezdec | 19,25    |
| 42     | Rytířský | Chotýšany, statek Frydrycha Věžníka | Chotýšany, Bílkovice, Takonín Onšovice | 16,875   |
| 43     | Rytířský | Šebířov, statek Heřmana Malovce | Šebířov, Vilice, Popovice, Vosná, Křekovice, Lhýšov | 16,75    |
| 44     | Duchovní | Ďáblice, statek P. páterův křižovníkův v Starém Městě pražském špitála u mostu                                                                 | Ďáblice, Hloubětín (Karlín, Praha X, špitálské pole) za Poříčskou branou | 16       |
| 45     | Rytířský | Průhonice, statek Antonína Benaky. | Chomutovice, Nebřenice, Čestlice, Újezd u Průhonic, Hole, Křeslice, Průhonice | 15,5     |
| 46     | Panský   | Struhařov, statek Johanny z Říčan | Struhařov, Bořeňovice, Roubíčkova Lhota, Okrouhlice, Býkovice, Nechyba 2.díl | 15,25    |
| 47     | Panský   | Vinoř a Letňany, statek Kateřiny hraběnky Černinové                                                                                            | Vinoře, Letňany, Třeboradice | 14,5     |
| 48     | Rytířský | Nespery, statek Vilíma Chobotskýho | Nesperská Lhota, Chobot, Veliš, Nespery | 14,375   |
| 49     | Duchovní | Vesnice k děkanství Hradu Pražského naležející                                                                                                 | Máslovice, Přemyšlení, Horní Kšely, Doubravice | 13,75    |
| 50     | Duchovní | Vesnice k špitálu sv. Bartoloměje v Novém Městě pražském náležející                                                                            | Hodkovičky, Čenětice, Popovičky, Chomutovice, Herink, Kašovice, | 13,25    |
| 51     | Duchovní | Vesnice kláštera sv. Jiljí v Starém Městě pražském                                                                                             | Zlatníky, Braník, Hodkovice, Brnky | 12,625   |
| 52     | Rytířský | Chlumín, statek Kašpara Kaplíře | městys Chlumín, Zátvor, Korycany | 12,5     |
| 53     | Rytířský | Kamenice, statek Jana Kalardy | Ládví, Olešovice, Želivec, Sulice, Skuheř, Nechánice, Ládvec | 12,5     |
| 54     | Panský   | Chvatěruby, statek Benyny Kateřiny Popelové roz. z Lobkovic                                                                                    | Chvatěruby, Úžice, Kozomín, Dolínek, Zlosyň, Vojkovice, Zátvor, Kozárovice, Postřižín, Dřínov | 12,25    |
| 55     | Rytířský | Mratín, statek Jana Jakuba Paravicina | Mratín, Sluhy, Veleň, Mírovice, Libiš | 12,25    |
| 56     | Rytířský | Třebešice, statek Tomáše Sojera | Třebešice, Býkovice, Litichovice | 12       |
| 57     | Panský   | Libodřice, statek Albertýny Berkové | Libodřice, Cerhýnky | 11,875   |
| 58     | Duchovní | Veliká Ves, statek k záduší sv. Petra na Poříčí v Novém Městě pražském                                                                         | Veliká Ves | 11,5     |
| 59     | Duchovní | Kojetice, ves k záduší Matky Boží před Týnem v Starém Městě pražském                                                                           | Kojetice, Byškovice | 10,5     |
| 60     | Rytířský | Řísnice, statek Bohuslava Řísnického | Řísnice, Slavětín, Zdiměřice | 10,125   |
| 61     | Duchovní | Popovice, statek opata strahovského | Velké Popovice, Todice, Horní Lomnice, Vidovice, Brtnice, Petříkov, | 8,75     |
| 62     | Panský   | Dobřejovice, statek Mikoláše Vithy | Dobřejovice, Osnice, Herink, Modletice 2díl, Dolní Jirčany | 8,75     |
| 63     | Městský  | Záluží a Staré Strašnice, vesnice p. Staroměstských                                                                                            | Staré Strašnice, Záluží | 8,625    |
| 64     | Panský   | Jemniště, statek Adama z Říčan | Jemniště, Dobříčkov, Lhota, Roubíčkova Lhota, Věřice, Dlouhé Pole, Sušice, Býkovice | 8,375    |
| 65     | Panský   | Vršovice, statek Marie Štehrnberkové | Podolí, Všovice, Dvorce (část Podolí), Zadní Oveneč (Troja) | 7,625    |
| 66     | Panský   | Klecany, statek Adama hraběte z Trautmonssdorfu                                                                                                | Klecany, Klecánky | 7,625    |
| 67     | Duchovní | Korycany, statek k záduší sv. Vojtěcha většího v Novém Městě pražském                                                                          | Korycany, Újezdec | 7,25     |
| 68     | Panský   | Chodov, statek pana Michny (Zikmunda Norberta M. svob. P. z Vacinova)                                                                          | Chodov, Litochleby, Šeberov, Hrnčíře | 7        |
| 69     | Rytířský | Polní Voděrady a Pašinka, statek Jana Buryana Slavíkovce                                                                                       | Polní Voděrady, Nesměň, Pašinka | 6,5      |
| 70     | Duchovní | Hrdlořezy, statek k záduší sv. Pavla u Špitálský brány                                                                                         | Hrdlořezy, Vysočany | 6,25     |
| 71     | Duchovní | Horní Chabry, ves k záduší sv. Jindřicha v Novém Městě pražském                                                                                | Horní Chabry | 6        |
| 72     | Duchovní | Vesnice P. probošta staroboleslavského | Postřižín Zlončice, Veltrusy, Mstětice | 6        |
| 73     | Panský   | Záběhlice, statek hraběte Lažanského (Ferdinand Rudolf)                                                                                        | Záběhlice | 5,75     |
| 74     | Rytířský | Předboř, statek pana Vrábskýho | Předboř, Modletice 3.díl, Kašovice, Dolní Lomnice, Chlum u D. Lomnice dvůr | 5,75     |
| 75     | Panský   | Jirny, statek Evy Marie, hrabinky z Brandejsu                                                                                                  | Jirny, Zeleneč | 5,5      |
| 76     | Rytířský | Jezero, statek paní Kateřiny Beníkové | Jezero, Stížkov, Věřice | 5,5      |
| 77     | Rytířský | Čeňovice, statek Jiříka z Pornthalu (Praxa z Pernthalu)                                                                                        | Čeňovice, Březina | 5,5      |
| 78     | Duchovní | Dolní Krč, ves kláštera sv. Havla v Starém Městě pražském                                                                                      | Dolní Krč | 5,25     |
| 79     | Duchovní | Větrušice, ves k děkanství vyšehradskému náležející                                                                                            | Větrušice | 5,25     |
| 80     | Duchovní | Všechlapy, ves kláštera sv. Tomáše v Menším Městě pražském                                                                                     | Všechlapy | 5        |
| 81     | Duchovní | Kovanice, ves Rudolfa hraběte z Colloredo (velký převor johanitů, majetek řádu)                                                                | Kovanice | 5        |
| 82     | Duchovní | Chvaly, statek P. páterův jesovitův v Starém Městě pražském                                                                                    | Chvaly, Čertousy | 4,75     |
| 83     | Panský   | Chocenice, statek Doroty Khynský z Grspergku                                                                                                   | Chocenice | 4,75     |
| 84     | Panský   | Jindice, statek Šebestyana z Říčan | Jindice | 4,75     |
| 85     | Rytířský | Daměnice, statek Dědicův Jenšíkovských | Daměnice, Zdiměřice | 4,625    |
| 86     | Rytířský | Radonice, statek pana Lukavského (Jiří Lev Lukevcký z Lukavice)                                                                                | Radonice | 4,5      |
| 87     | Duchovní | Satalice, ves probošta vyšehradského | Satalice, Vysočany | 4,25     |
| 88     | Duchovní | Všestudy, ves probožství Všech svatých na hradě pražském                                                                                       | Všestudy | 4,25     |
| 89     | Městský  | Vyšehrad, královské město | Město Vyšehrad | 4        |
| 90     | Duchovní | Čakovice, statek opata sv. Mikuláše v Starém Městě pražském                                                                                    | Čakovice, Miškovice, Čestlice | 4        |
| 91     | Duchovní | Svépravice, úředníků sv. Michala archanděla | Svépravice | 4        |
| 92     | Duchovní | Prosek, ves úředníků sv. Martina v Starém Městě pražském                                                                                       | Prosek | 4        |
| 93     | Duchovní | Dolní Počernice, statek Rudolfa hraběte z Kolloredo (velký převor johanitů)                                                                    | Dolní Počernice | 4        |
| 94     | Rytířský | Šestajovice, statek Karla Hložska | Šestajovice | 4        |
| 95     | Duchovní | Mitrov, statek koleje Soc. Jesu kutnohorské | Mitrov, Malejovice, Žíšov | 3,625    |
| 96     | Rytířský | Konárovice, statek Humbrechta Račína | Konárovice | 3,25     |
| 97     | Panský   | Svojšice, statek pana Adrian z Engffurta | Krychnov, Bošice | 2,25     |
| 98     | Rytířský | Pečky, statek Michala z Ševinhauzu | Pečky 5díl | 2,125    |
| 99     | Panský   | Štiřín, statek Martina Paradysa | Štiřín, Křížkový Újezdec, Všedobrovice | 2        |
| 100    | Panský   | Kyje, statek Maximiliana hraběte z Martinic | Kyje | 2        |
| 101    | Panský   | Malešice, ves generála Pekha (Jan svob. pán Pek, Bock)                                                                                         | Malešice | 2        |
| 102    | Rytířský | Kunratice, statek sirotkův Malocovských | Kunratice u Prahy | 2        |
| 103    | Panský   | Chotouchov, statek pana Just z Gebhartu | Chotouchov, Horní Jelčany | 1,75     |
| 104    | Panský   | Hlivín, ves hrabinky Zdislavový z Valštejna | Hlivín | 1,75     |
| 105    | Rytířský | Bečváry, statek Ladislava Vřesovského | Bečváry | 1,75     |
| 106    | Rytířský | Vodochody, statek Adama Kheyle | Vodochody | 1,25     |
| 107    | Městský  | Ďáblice, ves z dílu úřadu šestipanského v Novém Městě Pražském                                                                                 | Ďáblice (Satalice), Nusle | 1,25     |
| 108    | Městský  | Cvrčovice, ves P Trentina (Antonín Trentin z Trejflezu, měšťan v St. M. pražském)                                                              | Cvrčovice | 1,25     |
| 109    | Duchovní | Všestudy, ves kapituly hradu pražského | Všestudy | 1        |
| 110    | Duchovní | Třeboratice, ves z dílu k záduší Matky Boží na Louží                                                                                           | Třeboradice | 1        |
| 111    | Panský   | Petrovice, stateček hraběte Berky | Petrovice, Horní Měcholupy | 1        |
| 112    | Panský   | Bečváry, statek hraběte Václava Michny | Drahobudice, Bečváry, Hatě | 1        |
| 113    | Rytířský | Brnky, statek doctora Jana Pirka | Brnky 2díl | 1        |
| 114    | Duchovní | Baštěk, ves z dílu k sv. Máří Magdáleny naležející (dominikáni na M. Straně)                                                                   | Baštek | 0,5      |
| 115    | Panský   | Vesnice Adama hraběte z Trautmonssdorffu | Podolí, Dvorce (část Podolí) | 0,5      |
| 116    | Rytířský | Hradenín, statek Ladislava Častolara | Hradenín, Blinka 3.díl | 0,5      |
| 117    | Rytířský | Bukol, statek Kryštoda Turka | Bukol 3.díl | 0,5      |
| 118    | Panský   | Radovesnice, statek Václava hraběte Šternberka                                                                                                 | Radovesnice | 0,25     |
| 119    | Panský   | Kbely, statek knížete z Brandenburku (Kristian Vilém)                                                                                          | Kbely | 0,25     |
| 120    | Panský   | Kbel, statek. Někdy pánům z Hostačova náležející, nyní celý pustý, kteréhož se žádný neujímá.                                                  | Kbel | 0,25     |
| 121    | Panský   | Ctěnice, statek Antonína Ložiho (Jan Anotnín Lossi z Losimthalu)                                                                               | Ctěnice, Přezletice | 0,125    |
| 122    | Duchovní | Březiněves, statek Matky Boží pod řetězem (Johanitů v Praze na Malé Straně)                                                                    | Březiněves | 0        |
| 123    | Duchovní | Sudovo Hlavno, ves k špitálu sv. Pavla náležející ( v Praze před Branou Poříčskou)                                                             | Sudovo Hlavno | 0        |
| 124    | Duchovní | Roztyly, dvůr a ves. Kolej Soc. Jesu. na Novém Městě pražském                                                                                  | dvůr Horní Roztyly, Dolní Roztyly (včetně Spořilova) | 0        |
| 125    | Duchovní | Břežany, statek Václava Břeskýho | Břežany 2.díl, Blinka 2.díl | 0        |